# Saab Automobile
Saab Automobile AB was een Zweedse autofabrikant, opgericht in 1945 toen het moederbedrijf, de vliegtuigbouwer Saab begon met het ontwerpen van een klein model auto. Onder meer doordat het merk voortkwam uit de vliegtuigindustrie zou het een reputatie opbouwen van veiligheid, degelijkheid, gebruiksvriendelijkheid en eigenzinnigheid. Het bedrijf onderscheidde zich met bijzondere ontwerpen, sobere maar degelijke interieurs en het al vroeg op brede schaal toepassen van turbo. Veiligheid was een leidend principe. Het merk bouwde met name personenauto's en heeft ook meerdere sportwagens op de markt gebracht die de naam Saab Sonett kregen.
In 1989 werd het merk voor 50% eigendom van het Amerikaanse General Motors dat in 2000 volledig eigenaar werd. In 2010 werd het overgenomen door het Nederlandse Spyker Cars dat poogde om een doorstart te maken. In 2011 ging het bedrijf failliet. De Saab 9-3 en de Saab 9-5 waren de laatste modellen. Hierna zouden nog onsuccesvolle pogingen gedaan worden om het merk nieuw leven in te blazen. Het merk heeft nog steeds een grote groep liefhebbers en een aantal modellen hebben een cultstatus gekregen. Saab Automobile was gevestigd in de Zweedse stad Trollhättan, alwaar ook de meeste Saabs uit de Saab-fabriek van de band rolden.

## Geschiedenis

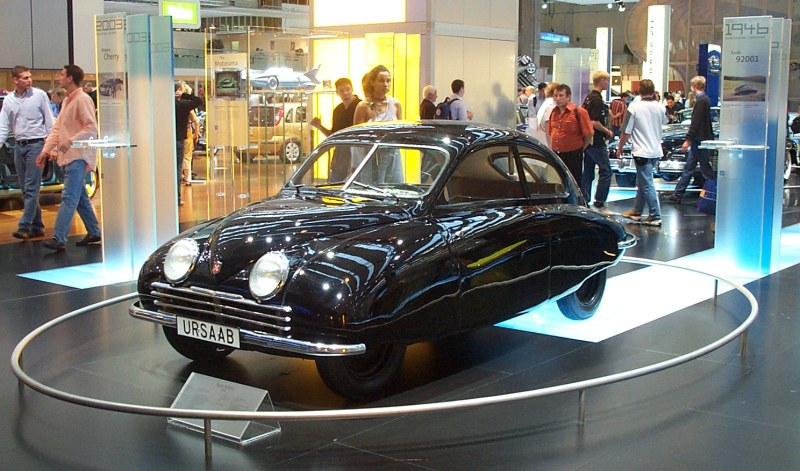
Saab 92001, de Ursaab, in het Saabmuseum was het eerste prototype van het automerk.

In 1937 start Svenska Aeroplan Aktiebolaget (SAAB) in Trollhättan als fabrikant van militaire vliegtuigen. Na de Tweede Wereldoorlog lag de keuze voor het maken van auto's voor de hand. Met de in de vliegtuigbouw opgedane expertise op het gebied van de luchtweerstand had SAAB een goede uitgangspositie voor de auto-industrie.
In juni 1947 zag het eerste prototype het licht: de 92001 ofwel UrSaab, ontworpen door de Saab-fabriek in Linköping. Deze auto had naast een revolutionaire aerodynamische vormgeving allerlei vernieuwende zaken zoals een tweetaktmotor, voorwielaandrijving en een kooiconstructie. Het prototype werd gebruikt voor allerlei uiteenlopende tests op het gebied van rijvaardigheid, veiligheid en gebruiksvriendelijkheid. In 1950 kwam het eerste model op de markt, de Saab 92. Deze was voor haar tijd bijzonder aerodynamisch.
In 1969 fuseerde Saab met de Zweedse vrachtwagenfabrikant Scania en in 1990 werd het bedrijf in twee onderdelen gesplitst: de vliegtuigbouw (Saab) en de autofabrikant (Saab Automobile). Van het laatste onderdeel was 50% in handen van de familie Wallenberg en 50% van General Motors, de naam wordt sindsdien met kleine letters gespeld. Van januari 2000 tot 2010 was Saab een volle dochter van General Motors, ressorterend onder Opel. Dit werd geen succes. Het imago van Saab leed onder deze formule en de afzet liep achteruit. In 2008 verkocht Saab wereldwijd 94.000 voertuigen.

### Overname door Spyker Cars
Op 21 februari 2009 vroeg Saab Automobile uitstel van betaling en kreeg deze van de rechtbank. In juni 2009 sloot General Motors (GM) een principeakkoord met Koenigsegg, een Zweedse fabrikant van sportwagens, over de verkoop van Saab, maar in november 2009 zag Koenigsegg hiervan af. Het Nederlandse Spyker Cars toonde vervolgens interesse om samen met de Russische Converse Bank Saab over te nemen. Aanvankelijk ging dit niet door en dreigde Saab als merk te verdwijnen. Spyker Cars bracht vervolgens een nieuw bod uit.
Naast Spyker Cars toonde o.a. Bernie Ecclestone samen met een investeringsmaatschappij en enkele Zweedse ondernemers hun interesse. Tegelijkertijd werd ook bekend dat GM begonnen was met de afbouw van de activiteiten van Saab. Op 25 januari gingen geruchten dat Spyker Cars en GM een overeenkomst zouden hebben gesloten, nabeurs bevestigde de nieuwe topman van GM dat er inderdaad onderhandelingen bezig waren, maar dat er nog geen contract getekend was. Het aandeel Spyker Cars op de Amsterdamse effectenbeurs schoot met 80% omhoog door de geruchten.
Op 26 januari 2010 meldde GM dat Saab Automobile wordt overgenomen door Spyker Cars voor US$400 miljoen. Spyker Cars kreeg vrijwel alle stemrechten en een aandelenbelang van $74 miljoen (18,5%) en was verplicht om voor eind 2016 de overige preferente aandelen (US$326 miljoen) over te nemen. GM stopte direct met de afbouw van de activiteiten van Saab, hierdoor bleven 3400 banen in de Saab-fabriek in Trollhättan gespaard. Spyker Cars leende de US$400 miljoen van de Europese Investeringsbank (EIB) met behulp van een garantie van de Zweedse overheid. De overname werd op 23 februari afgerond en het bedrijf ging verder onder de naam "Saab Spyker Automobiles N.V." In de maanden daarna ging het steeds slechter met Saab. Saab verlaagde de kosten, maar toeleveranciers werden niet meer betaald en zij staakten de levering van onderdelen. Vervolgens viel bij Saab in april 2011 de productie vrijwel stil terwijl de salariskosten gewoon doorgingen.
De directie van Saab, onder leiding van Muller, ging op zoek naar investeerders. De Zweedse overheid sprong financieel bij door, onder het regiem van een reorganisatie, een aantal maanden de salarissen door te betalen. Een ondergang kon mogelijk worden afgewend door een investering of overname. Uit China leek de oplossing te komen en twee bedrijven, Pang Da en Youngman, toonden interesse in Saab. Echter General Motors weigerde om de licentie van hun techniek aan een andere partij dan Saab te geven. GM wilde voorkomen dat een concurrent auto's zou gaan verkopen met hun techniek.
In 2011 dreigde een faillissement voor Saab en sinds april 2011 lag de productie zelfs geheel stil. waardoor de toonzalen van veel Belgische dealers grotendeels leeg stonden. Saab vroeg in december 2011 faillissement aan. Op 19 december 2011 verklaarde een Zweedse rechtbank Saab failliet. In april 2012 maakte de curatoren bekend dat Saab een schuld naliet van meer dan 1 miljard euro; na aftrek van de waarde van de bezittingen. De voornaamste oorzaken van het faillissement waren een combinatie van een gebrek aan verkoop en verkeerde keuzes door het management.

### Doorstart onder National Electric Vehicle Sweden (NEVS)
Op 13 juni 2012 maakte de curator bekend dat 'Saab Automobile' uit de boedel verkocht wordt aan National Electric Vehicle Sweden (NEVS). Dit speciaal hiervoor opgerichte bedrijf werd in Zweden geregistreerd en was eigendom van twee bedrijven uit Hongkong en een uit Japan. NEVS zou zich zich richten op de productie van elektrische auto's voor met name de Aziatische markt. Op 29 augustus 2014 kreeg NEVS bescherming tegen faillissement, waar het zelf om gevraagd had. Naar aanleiding hiervan trok de vliegtuig- en defensiefabrikant Saab AB de licentieovereenkomst met NEVS voor het gebruik van de merknaam SAAB in.
In 2016 volgde een gerechtelijke uitspraak, dat de merknaam SAAB niet meer voor nieuw geproduceerde auto's gebruikt mocht worden, omdat de naam eigendom is van de Zweedse vliegtuigbouwer Saab AB. Productie van volledig elektrische auto's zou onder de merknaam NEVS gaan plaatsvinden. Na verschillende aankondigingen ging in 2019 in China de productie van de elektrische NEVS van start op basis van de Saab 9-3NG.
De productie kwam nooit op gang en in maart 2023 werd NEVS gesloten, onder meer als gevolg van de financiële problemen bij moederbedrijf Evergrande. NEVS ging formeel in "sluimerstand" om faillissement te voorkomen en werden 320 van de 340 werknemers ontslagen. In de daaropvolgende maanden werd bekend dat de voormalige Saab ingenieurs bij NEVS in alle stilte een geheel nieuw elektrisch model hadden ontwikkeld, Emily GT genaamd. De grote elektrische sedan zou een bereik hebben van 965 kilometer (600 mijl).

## Filosofie
Dat het automerk voortkwam uit de vliegtuigindustrie maakte dat de bouwers er een onderscheidende filosofie op na hielden. Zo had men veel aandacht voor veiligheid, functionaliteit, snelheid en aerodynamica. Al vroeg werd de Turbolader in personenauto's ingebouwd. De eigenzinnigheid van het merk maakte dat het een aparte uitstraling kreeg en een afwijkende klantenkring. Met name de Saab 900 heeft, doordat hierin veel karakteristieken van Saab in terug te zien zijn, een cultstatus gekregen.
Al bij de eerste modellen zouden typerende ontwerpkenmerken zichtbaar worden die het merk in latere personenauto's zou laten terugkeren. De fixatie op lage luchtweerstand was terug te zien in de vorm van de carrosserie. Al in de eerste modellen was de typische wigvorm van de achterzijde zichtbaar. De achterste zijruit van de Saab 92 had een typerende hoek, die ook wel de Saab Hockeystick werd genoemd. Deze zou in de meeste latere modellen terug te zien zijn. Met de Saab 96 kwam ook de typerende grille. Zowel de hoek in de zijruit als de grille zouden hierna, weliswaar in aangepaste vorm, in de latere personenauto's terugkomen. Decennialang waren de Saab's alleen als hatchback te krijgen, wat bijzonder is voor auto's uit de hogere middenklasse.
De dashboards waren minimalistisch en simpel zodat de bestuurder niet te veel afgeleid werd. Vanaf 1993 werd het night panel geïntroduceerd. Hiermee kon de bestuurder 's avonds de verlichting van het dashboard gedeeltelijk dimmen zodat alleen de belangrijkste informatie zichtbaar bleef om zo nog minder afgeleid te worden. De grote voorruiten boden ruim zicht. Opvallend was ook de plek van de contactsleutel die achter de versnellingspook geplaats was zodat knieletsel bij een botsing voorkomen werd.
Het merk heeft de nodige innovaties op haar naam op het gebied van veiligheid. Zo had het verschillende patenten voor betere remsystemen. In 1996 introduceerde het een speciale hoofdsteun die bij een aanrijding van achteren meebeweegt waarmee de kans op whiplash verminderde.

## Modellen
De Saab modellen begonnen allemaal met een 9. Het voorloopnummer 9 stond bij de vliegtuigbouwer voor de civiele producten, te beginnen met de Saab 90 Scandia en Saab 91 Safir uit 1946. In 1947 werd de eerste auto aan de civiele productlijn toegevoegd, de 92. De telling liep door tot 99 toen Saab eind jaren 1970 de doorontwikkeling daarvan het nummer 900 gaf, gevolgd door 9000 en 90 voor de grote en kleinere Saab. Onder de vlag van General Motors werd teruggegrepen op tweecijferige modelnamen op basis van de 9.

### Saab 92, 93, 95 en 96
In 1949 rolde de eerste in serie geproduceerde Saab 92 van de band. Dit type werd geproduceerd tot en met 1956. Er werden ongeveer 20.000 exemplaren van gebouwd. De Saab 93 uit 1956 was een evolutie van de 92 met een nieuwe voorzijde en een driecilinder tweetakt motor. In 1959 volgde een driedeurs stationwagen (estate) variant, de Saab 95. In een verdere doorontwikkeling werd de achterkant van de 93 opnieuw ontworpen, die in 1960 op de markt kwam als Saab 96 en nog steeds de 3-cilinder tweetakt motor had. Deze strategie van modellen gedeeltelijk herontwerpen werd ook toegepast bij de latere evolutie van de Saab 99 naar de Saab 900 en de afgeleide Saab 90. Saab had als kleine fabrikant altijd maar beperkte middelen voor de ontwikkeling van nieuwe modellen.
Halverwege de jaren 60 kregen de 95 en 96 een nieuwe en langere voorkant vanaf de A-stijl. Dit was nodig om een V4-motor uit de Ford Taunus te kunnen plaatsen die de tweetakt verving. Deze nieuwe 96 werd enkele jaren met beide motoren geleverd, maar vanaf 1969 was het over met de tweetakt. De 96 werd mede dankzij diverse cosmetische aanpassingen zoals bumpers, grille, verlichting en andere carrosserie decoratie tot in januari 1980 geproduceerd. De 95 werd in februari 1978 voor het laatst gebouwd.
De legendarische Erik Carlsson won in de jaren 1960 tijd veel rally's met de Saab 93 en 96, wat ook leidde tot verschillende sportieve versies van de 93 en 96, zoals de GT750 en GT850 die ook als Saab Sport en Saab Monte Carlo door het leven ging. Enkele innovaties die in de 96 werden toegepast zijn onder meer ruitenwissers en -sproeiers voor de koplampen (1970) en elektrische stoelverwarming (1971).

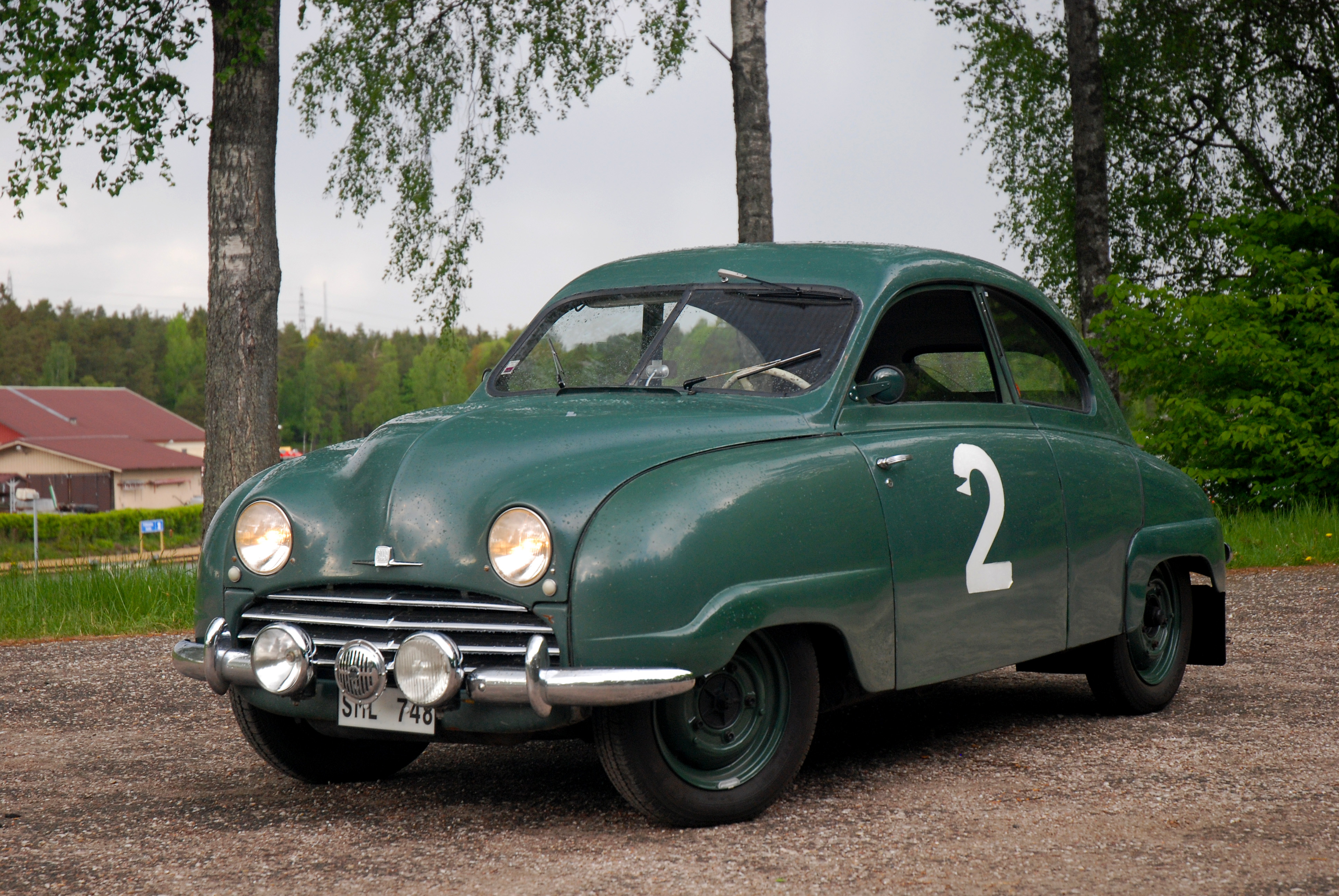
Saab 92 (1950)
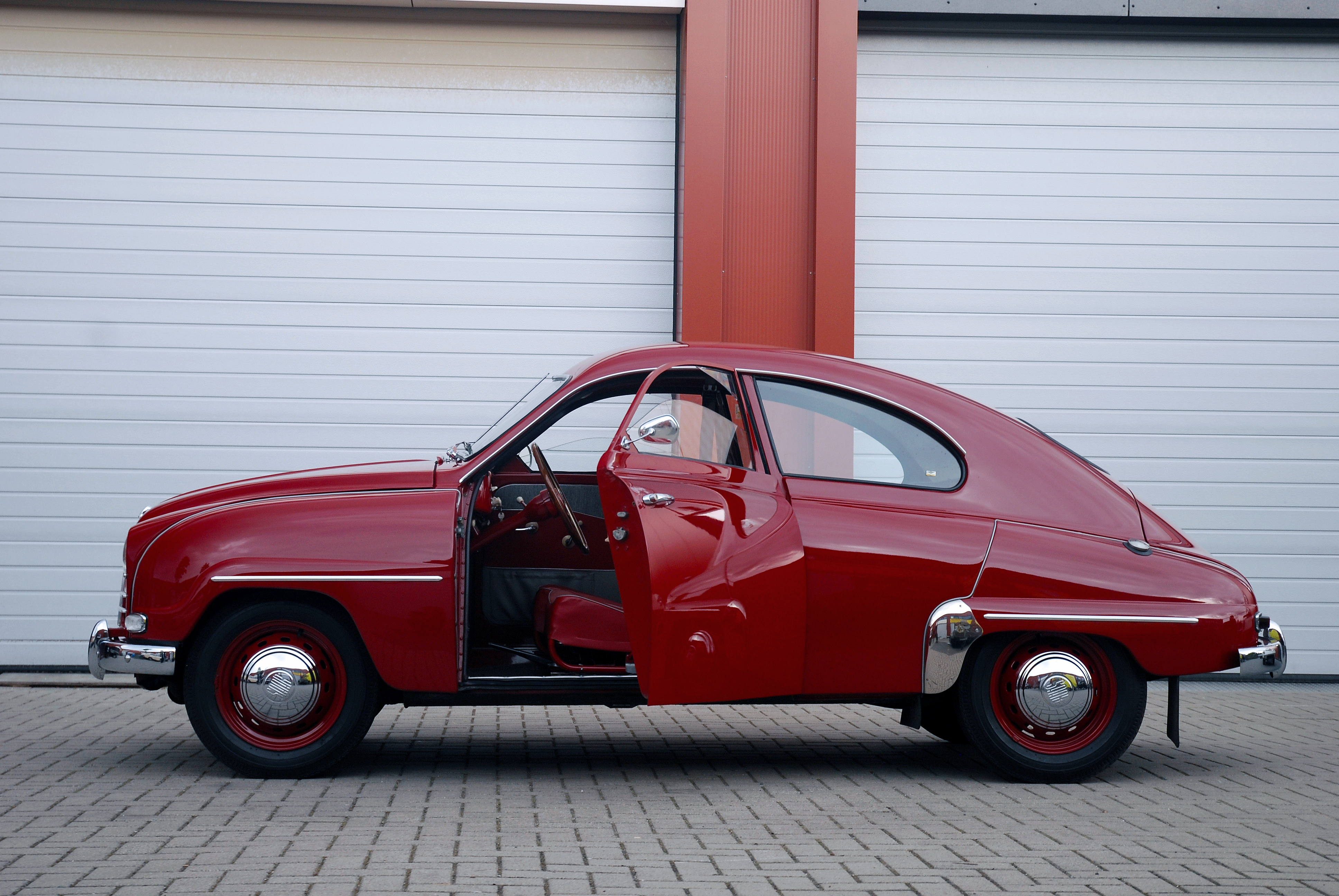
Saab 93 (1959)
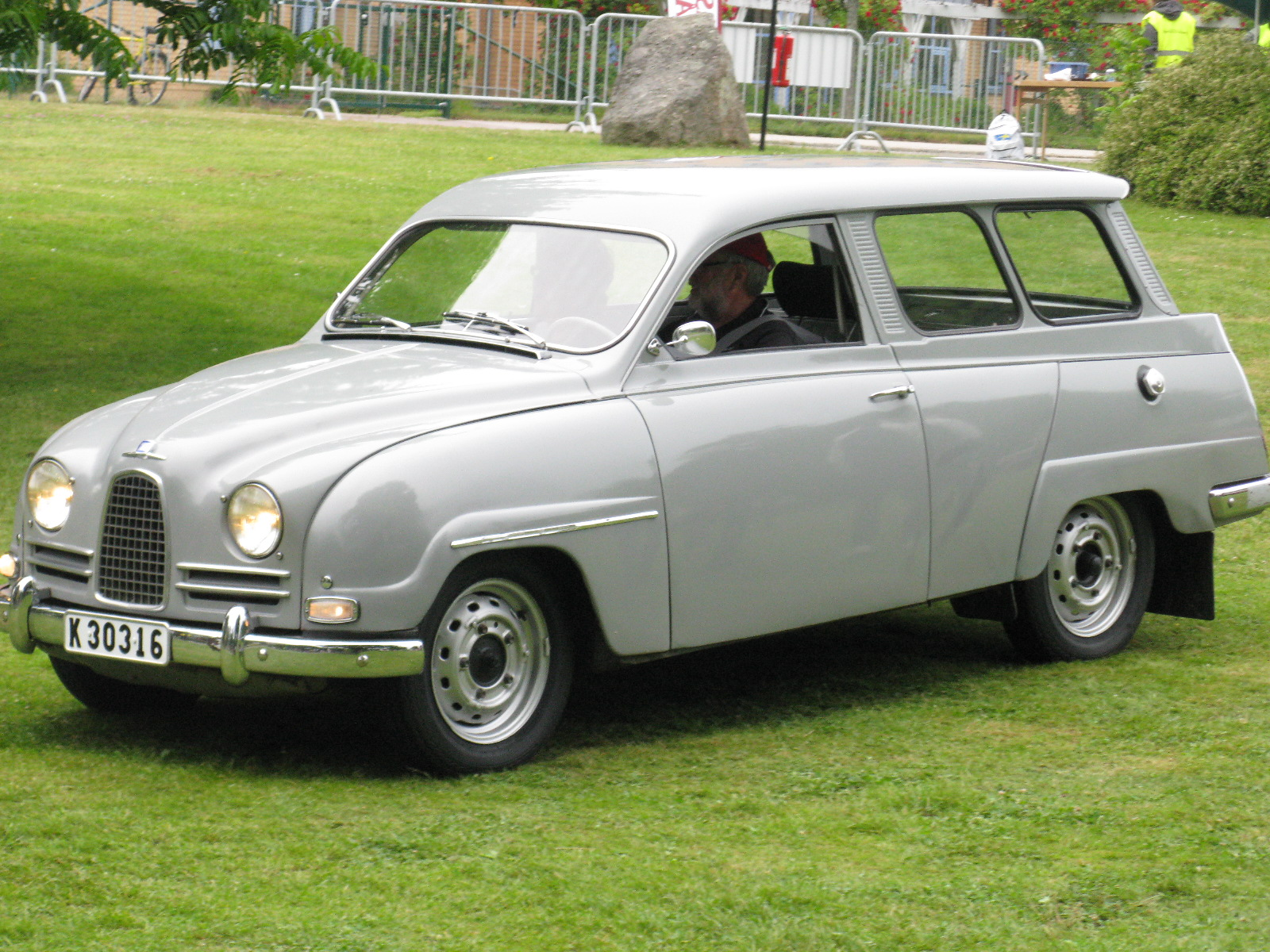
Saab 95 (1960-1964)
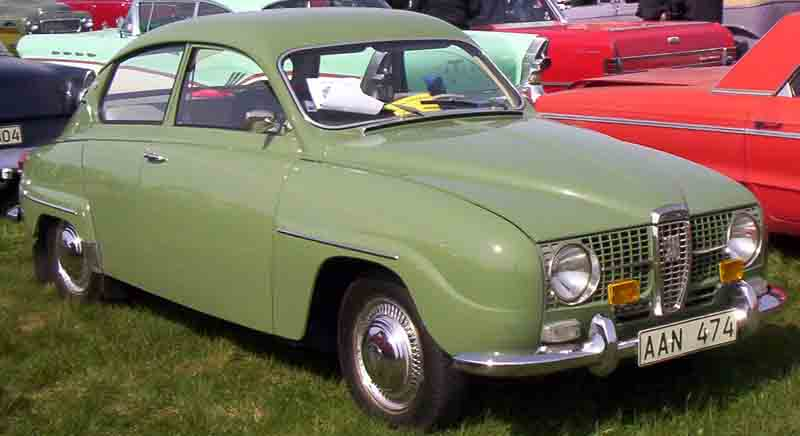
Saab 96 (1965)

### Saab Sonett
De Saab Sonett (Saab 94) was een tweepersoons open roadster, met een carrosserie van vezelversterkte kunststof (glasvezel & polyester) en onderdelen van de 93. De bedoeling was deze beperkt in productie te nemen voor competitie homologatie, maar plotseling gewijzigde regels zette een streep door de plannen. Er werden slechts zes van gemaakt. In 1966 werd de Sonett-2 (Saab 97) gelanceerd, een kleine sportcoupé met wederom een kunststof carrosserie. De eerste 230 productie exemplaren kregen nog een tweetakt motor, daarna werd de Ford V4 gemonteerd vanwege het uitfaseren van de tweetakt bij Saab. In 1970 werd deze tot 1974 opgevolgd door de Sonett-3. 

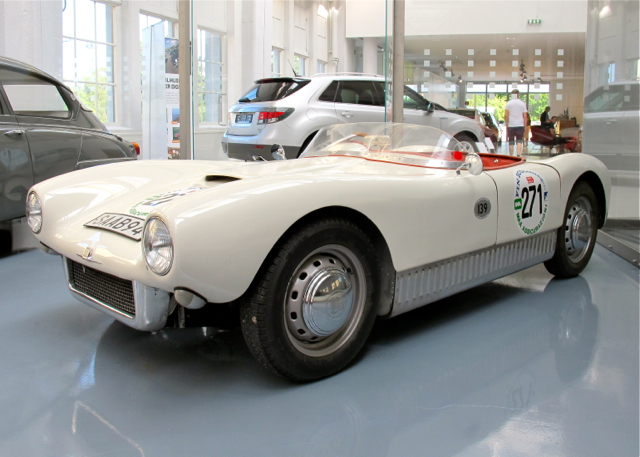
Saab Sonett (94)
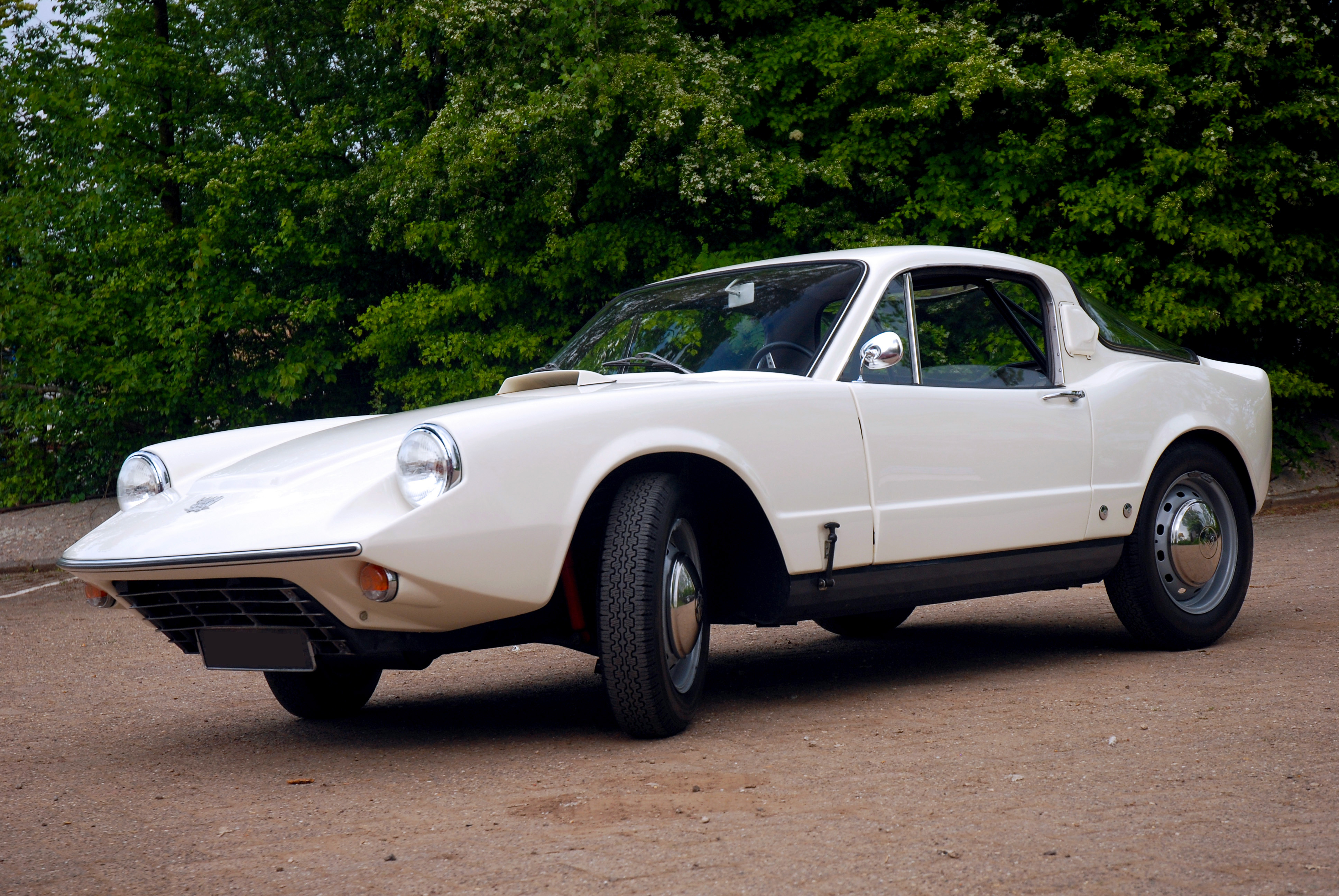
Saab Sonett II tweetakt (97)
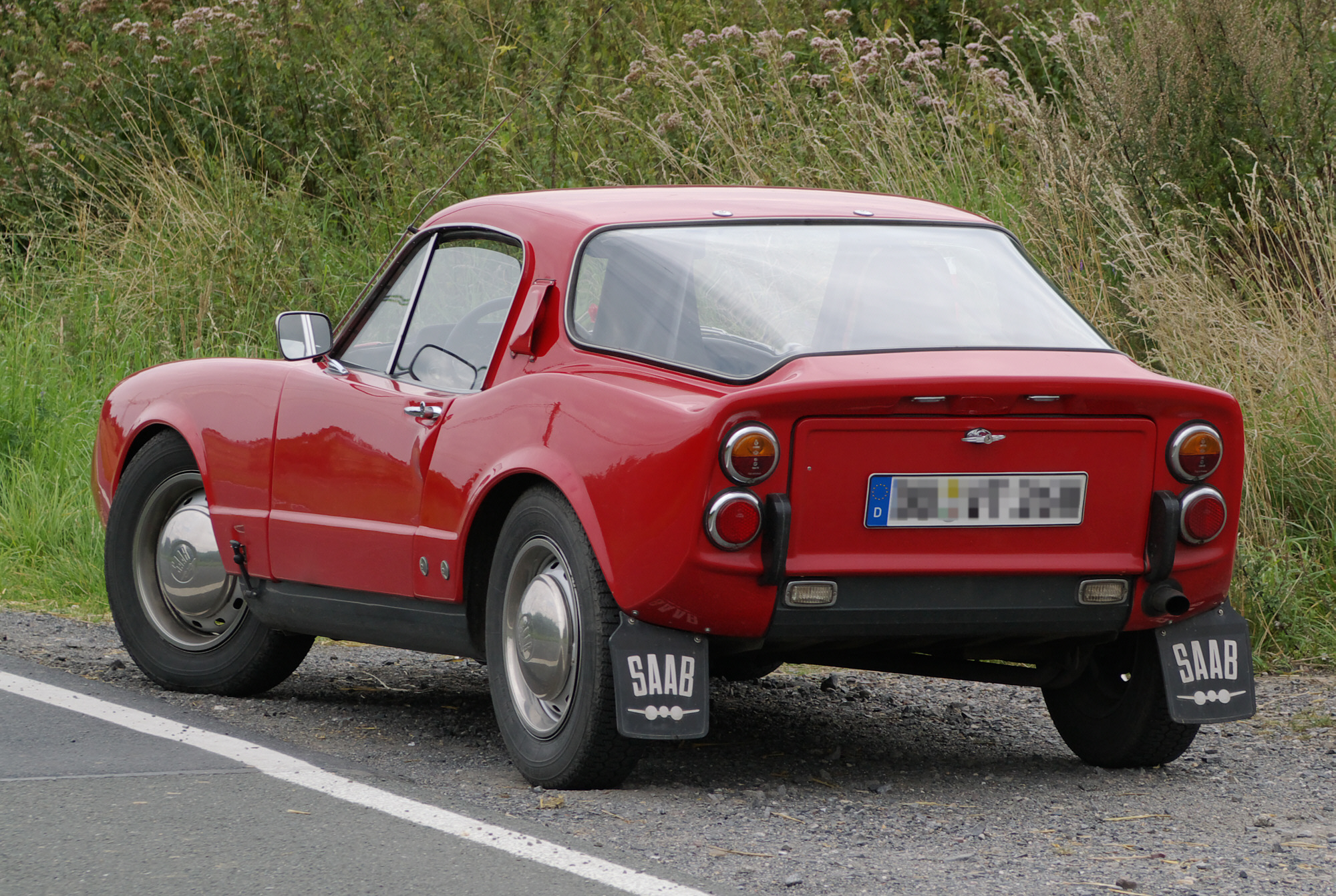
Saab Sonett II V4 (97)
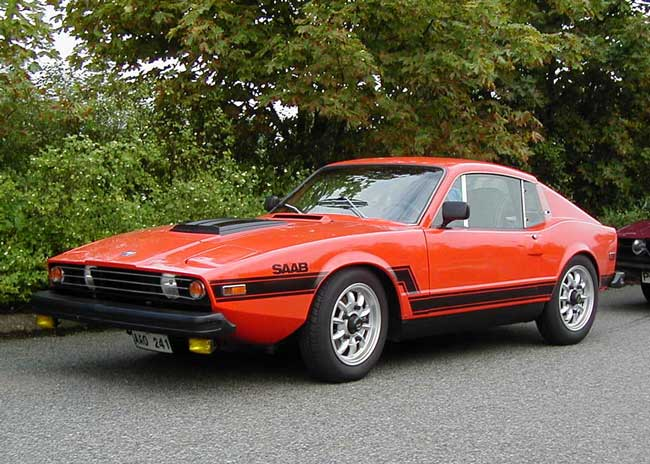
Saab Sonett III (97)

### Saab 99
De Saab 99, die in 1967 gepresenteerd werd, was een geheel nieuw model met de styling die ook nu nog terug te vinden is in de modellen van Saab. Dit model zette Saab een stapje hoger op de ladder en zette een nieuwe standaard met veiligheidsmaatregelen en ergonomie. De 99 was er vanaf 1969 eerst alleen als twee- en vierdeurs sedan, maar vanaf 1974 ook als drie- en vijfdeurs hatchback, de CombiCoupé. Dit legde de basis voor de iconische Saab 900 die Saab eind 1978 introduceerde. Oorspronkelijk had de 99 een Triumph Slant-four viercilindermotor van 1,7 en 1,85 liter. Na enkele jaren nam Saab de motor in eigen beheer en paste deze grondig aan, wat decennialang de basis was voor de motoren in Saabs. In de 99 verscheen als eerste variant hierop de B-motor van 2,0 liter. Vanaf halverwege de jaren 70 verschenen de sportievere tweedeurs EMS en luxe vierdeurs en vijfdeurs GLE, die injectiemotoren hadden.
De roep om krachtiger motoren werd beantwoord met de introductie van de turbo-versie waarmee het merk zich op de autokaart zette. Turbomotoren waren vanaf 1977 beschikbaar in de Saab 99 en een jaar later in de nieuwe Saab 900. Saab was niet de eerste fabrikant die de turbotechniek toepaste in personenauto's, want Porsche, BMW en Chevrolet gingen Saab voor. De Saab 99 was echter wel het eerste model met turbo dat in serieproductie werd gemaakt. Na de introductie van de 900 in 1978, die op de 99 hatchback was gebaseerd, kwam in 1979 een eind aan de 99 CombiCoupé's. De twee- en vierdeurs sedans werden nog tot 1984 geproduceerd, waarna het model nog drie jaar doorleefde in de Saab 90. Dit was een hybride tussen de voorzijde van de 99 en de achterzijde van de 900 tweedeurs sedan en bedoelt als instapmodel. 

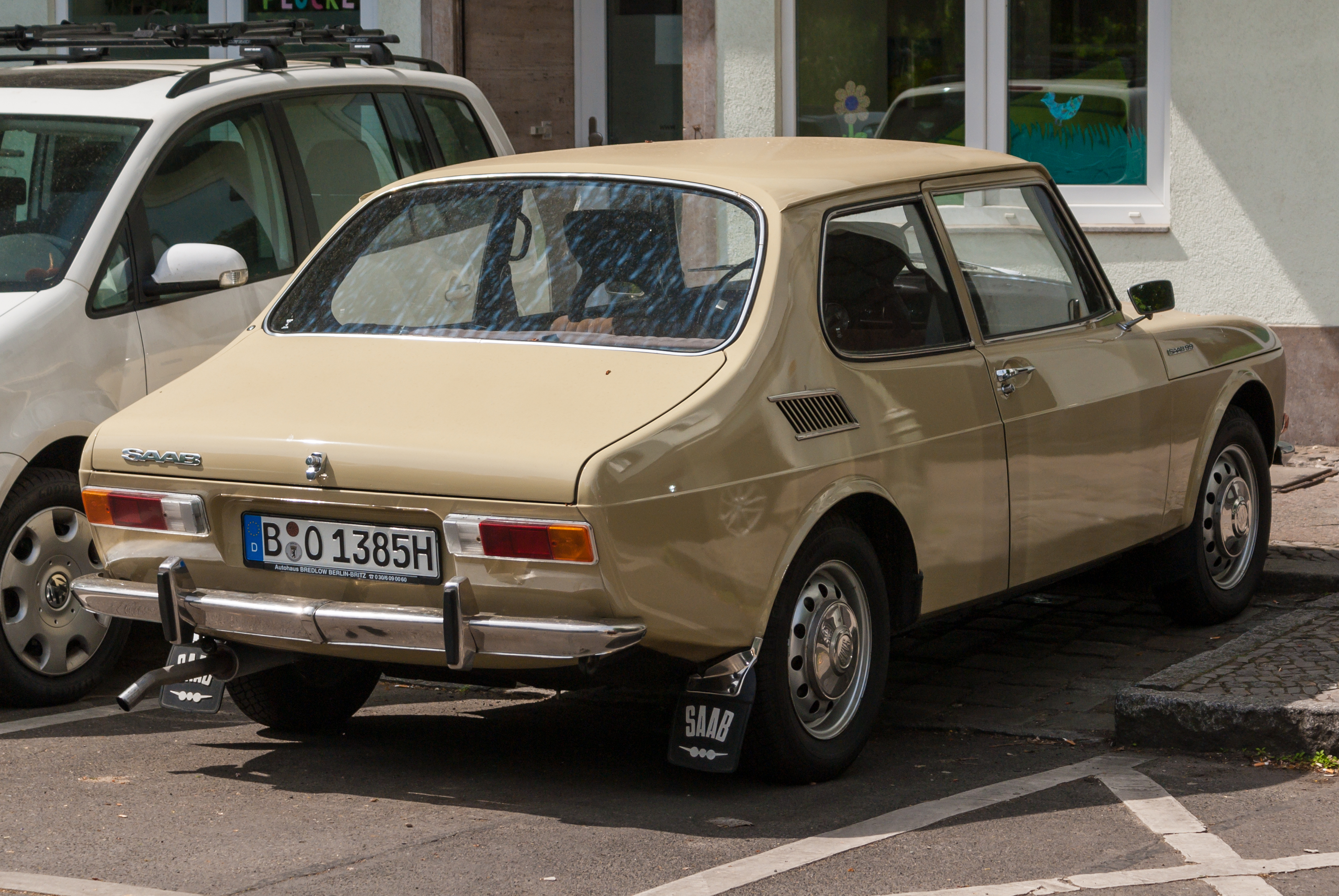
Saab 99 (1969)
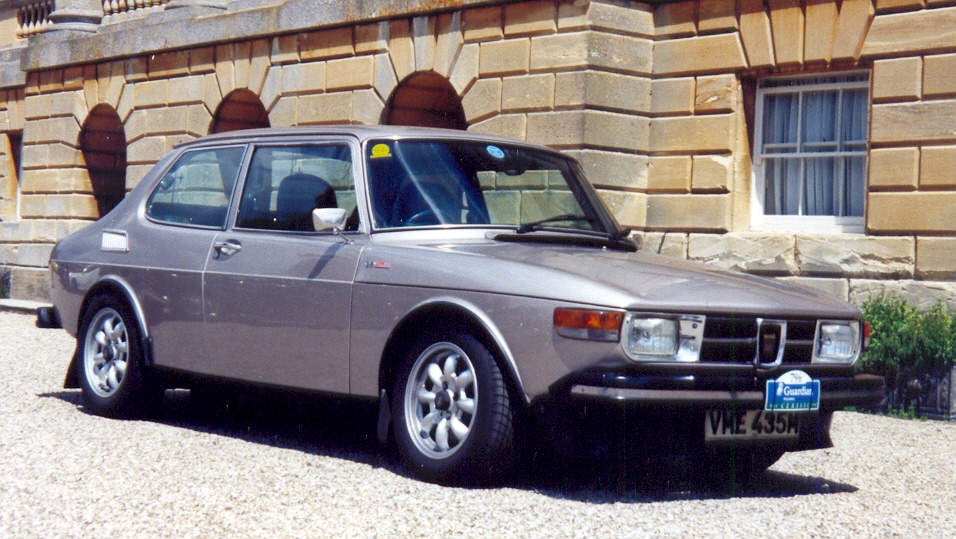
Saab 99 EMS
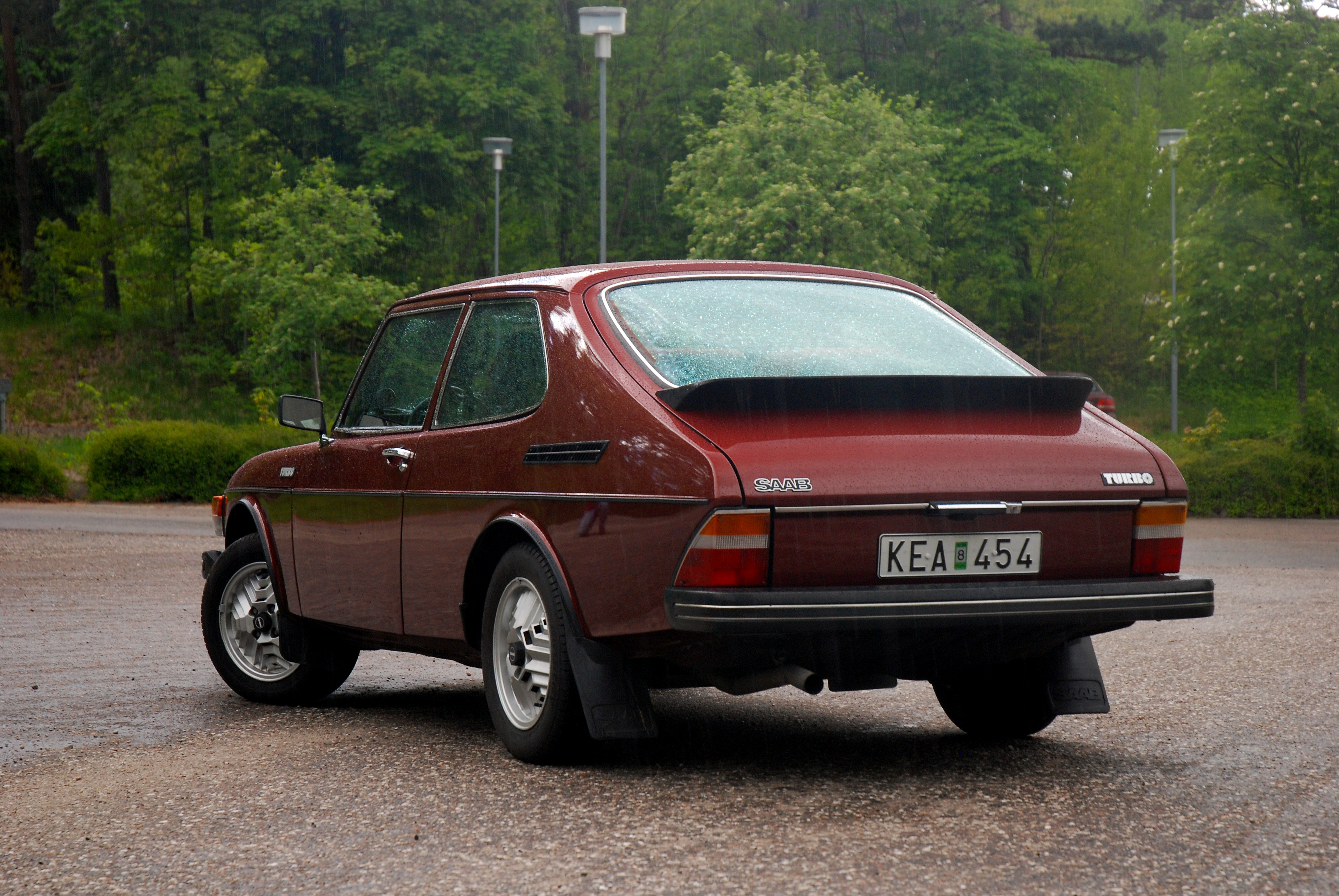
Saab 99 Turbo CombiCoupé
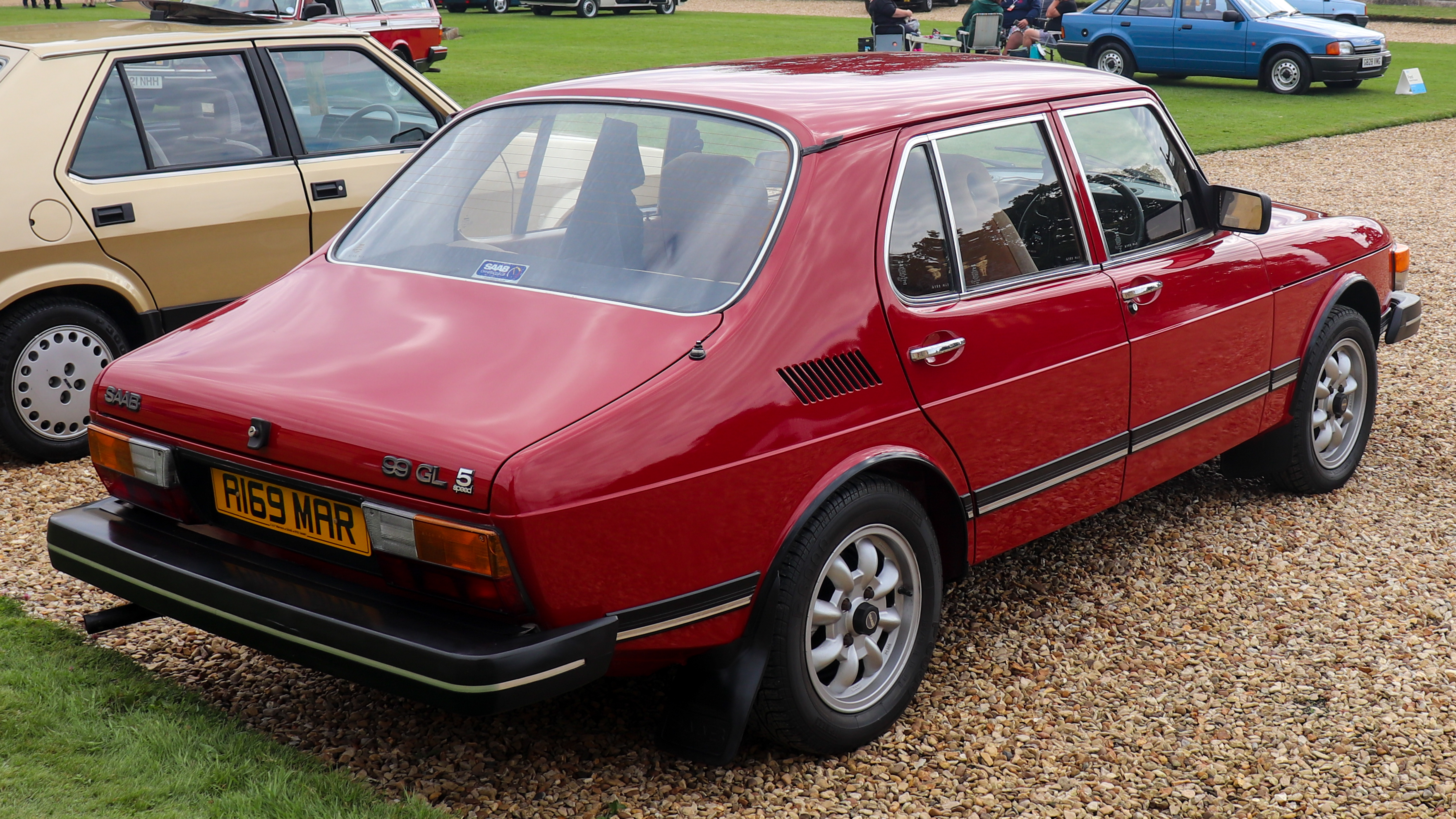
Saab 99 (1983)

### Saab 900
Net als de evolutie van de 92, 93 en 96, werd de Saab 900 geboren als een 99 CombiCoupé met een nieuw ontworpen en langere voorzijde vanaf de A-stijl en was in eerste instantie verkrijgbaar als drie- en vijfdeursmodel. De aanpassing was nodig vanwege Amerikaanse veiligheidseisen, en geld voor een geheel nieuw model had Saab niet. Er kwam niet alleen een nieuwe voorkant, maar ook het interieur werd onder handen genomen. Saab zette daarmee een nieuwe standaard in ergonomisch ontwerpen, door de bestuurder centraal te zetten, met een naar de bestuurder gedraaid en hooggeplaatst dashboard.    
In 1980 verscheen een vierdeurs sedan en in 1984 volgde een tweedeurs versie daarvan. De sedan had een geheel eigentijds ontworpen achterzijde. De achterzijde werd tevens gebruikt op het uitloopmodel van de 99, de Saab 90. In 1986 werd een cabriolet versie uitgebracht op basis van de tweedeurs sedan. De Saab 900 werd geleverd met een motor met een traditionele carburateur, een injectiemotor of een turbomotor. In de turbo versies was vanaf modeljaar 1982 een motormanagementsysteem ingebouwd, dat een hogere compressieverhouding bij gebruik van 95 octaan benzine mogelijk maakte, het Automatic Performance Control (APC). Later kwamen er 16-kleps versies. Verschillende facelifts, waarvan de belangrijkste in 1986 met een afgeronde 'zalmneus', hielden het model bijdetijds. In 1994 werd na 15 jaar de laatste 900 van de eerste generatie gebouwd.

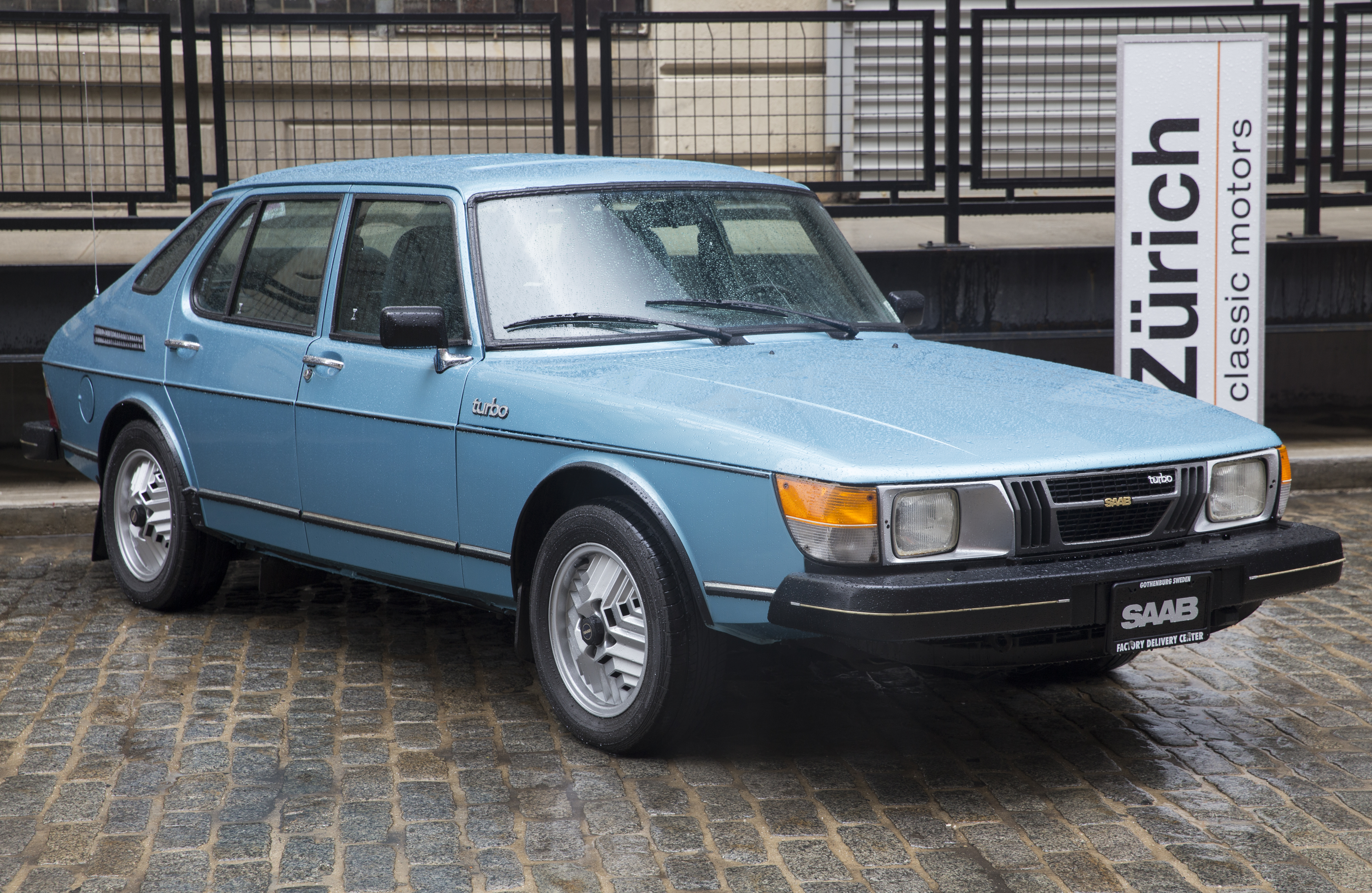
Saab 900 (1979)
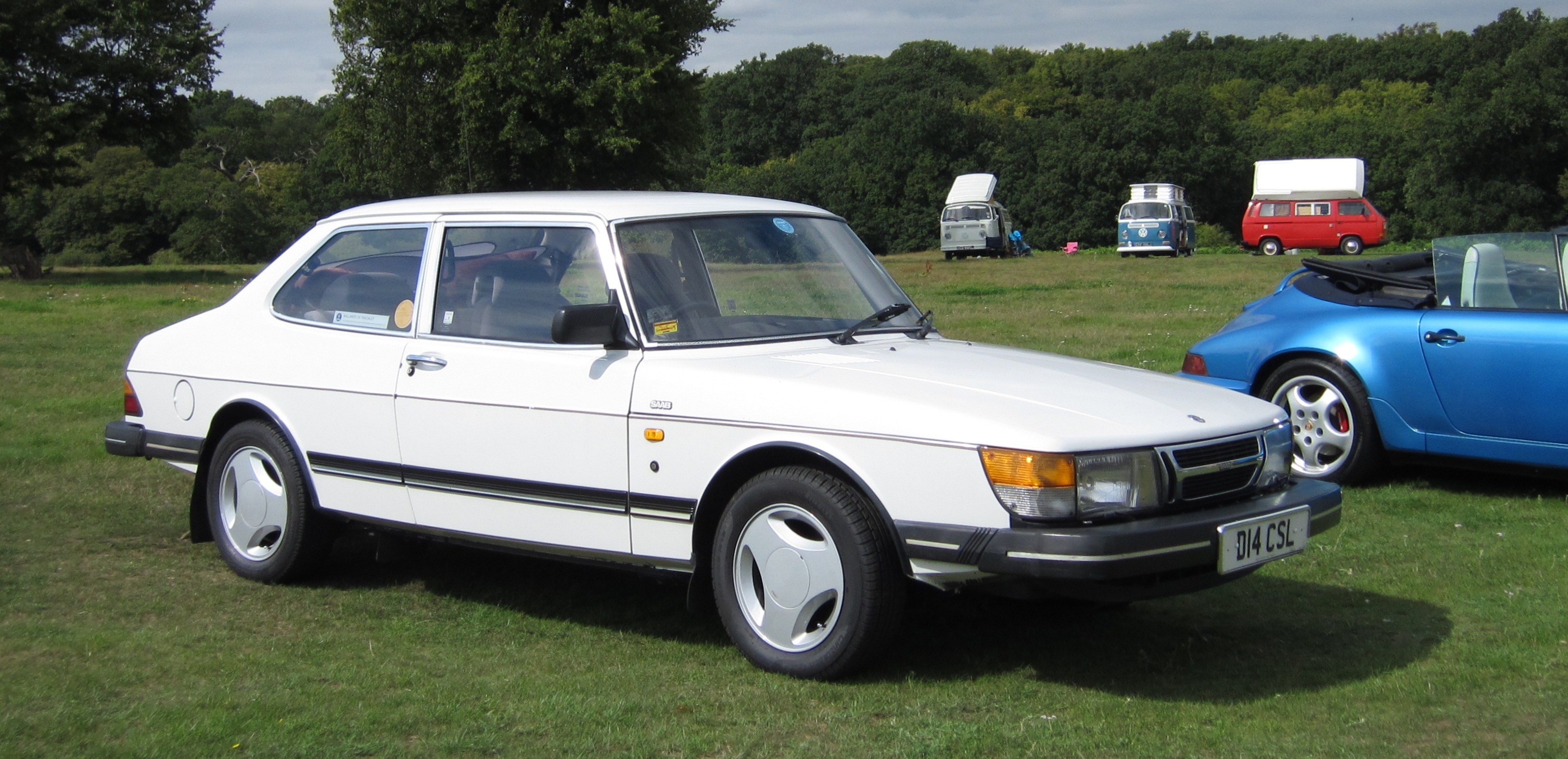
Saab 900 na een van de facelifts (1985)
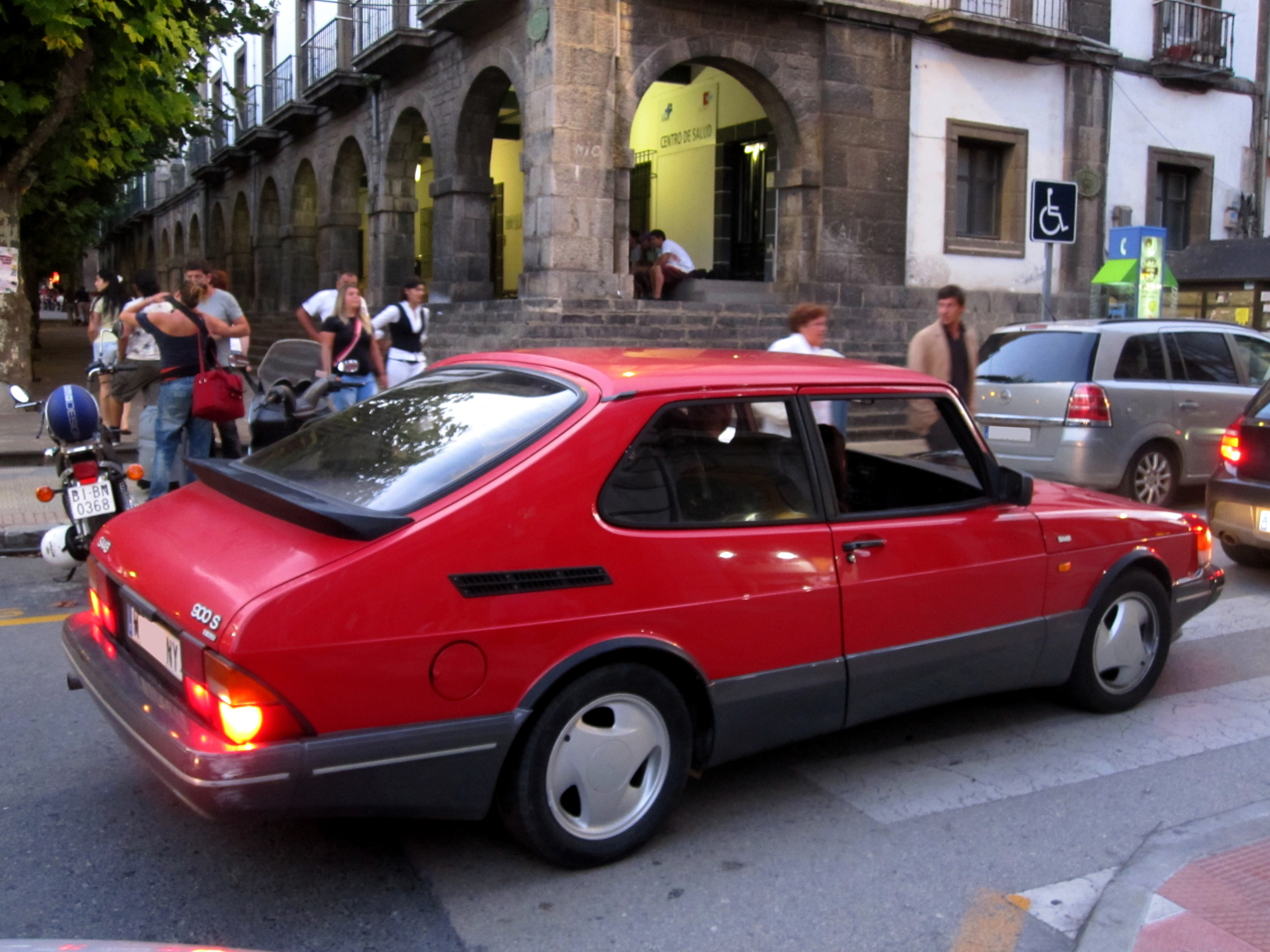
Saab 900 Turbo 16V Aero
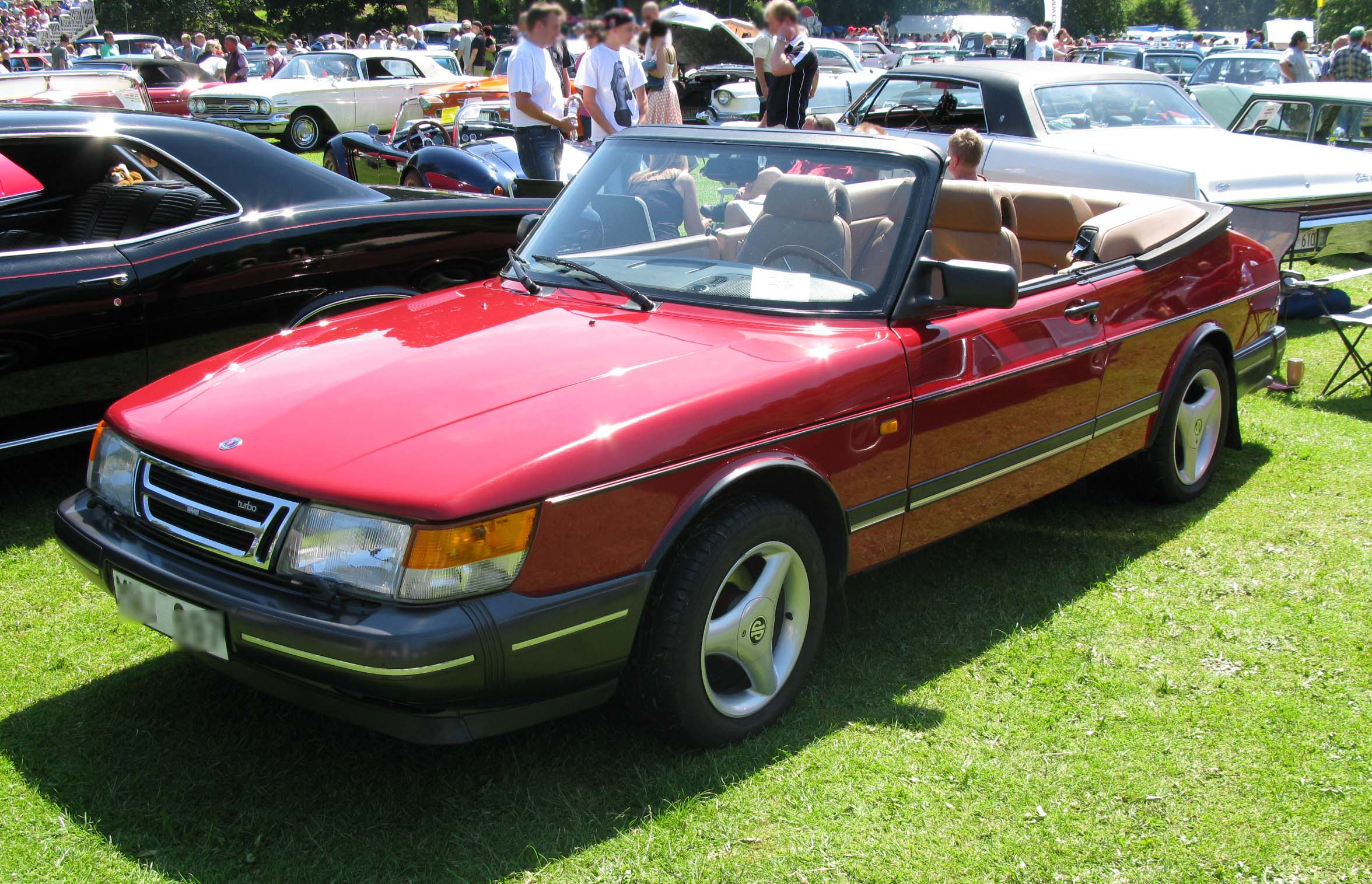
Saab 900 cabriolet (1987)

### Saab 9000
De Saab 9000, in 1984 geïntroduceerd, was een grote vier- en vijfdeursauto die in eerste instantie vanaf medio 1979 samen met Lancia werd ontwikkeld met de bedoeling Saab in het executieve marktsegment te lanceren. In 1981 strandde de samenwerking met Lancia door verschil van inzicht en ontwerpfilosofie, en gingen beiden hun eigen weg met de al bestaande basis. Beide fabrikanten konden het zich niet veroorloven helemaal opnieuw te beginnen. De Lancia Thema werd enkele maanden na de 9000 geïntroduceerd.
De Saab 9000 en Lancia Thema delen slechts een beperkt aantal onderdelen en het onderstel. Saab assisteerde Lancia eind jaren 70 bij de ontwikkeling van de Lancia Delta, met name om deze voor het Scandinavische klimaat geschikt te maken. De Delta werd korte tijd als Saab-Lancia 600 in de Scandinavische markt verkocht. Het moederbedrijf van Lancia, Fiat, besloot na de scheiding de ontwikkelingskosten binnen het concern te spreiden, en zo ontstonden de Fiat Croma (1985) en Alfa 164 (1987). De 9000 is van deze vier modellen uiteindelijk het langst in productie gebleven tot 1998.
De 9000 werd eerst alleen als een vijfdeurs hatchback geleverd, maar vanaf 1988 was het model er ook als vierdeurs sedan en werd 9000 CD genoemd. Deze was door de langere kofferbak zestien centimeter langer. In 1991 volgde een facelift van de 9000 met een spitsere neus. De hatchback kreeg daarnaast een nieuw ontworpen en langere achterzijde, waardoor deze bijna even lang werd als de sedan. Deze versie werd de 9000 CS genoemd.

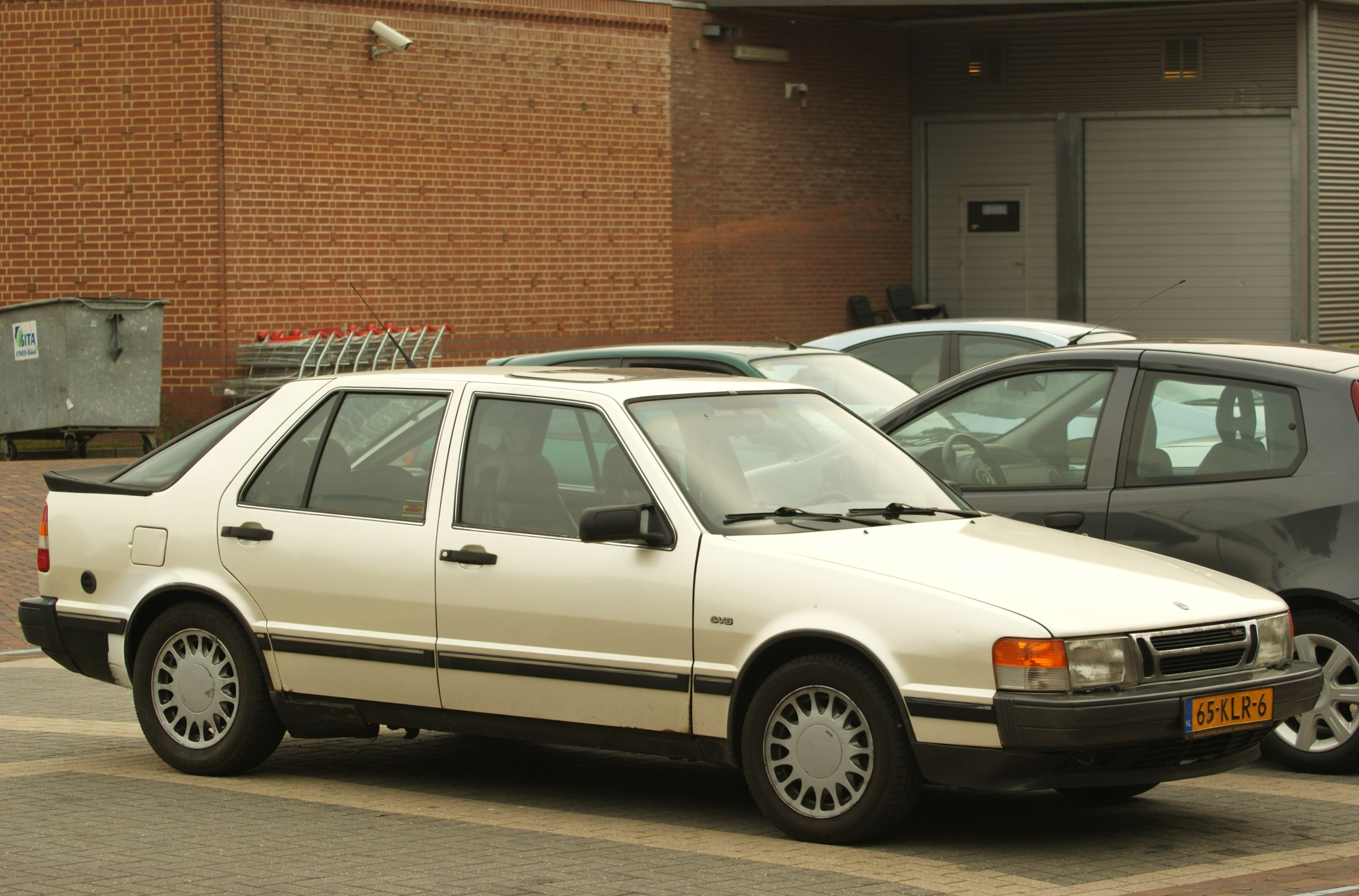
Saab 9000 (1985)
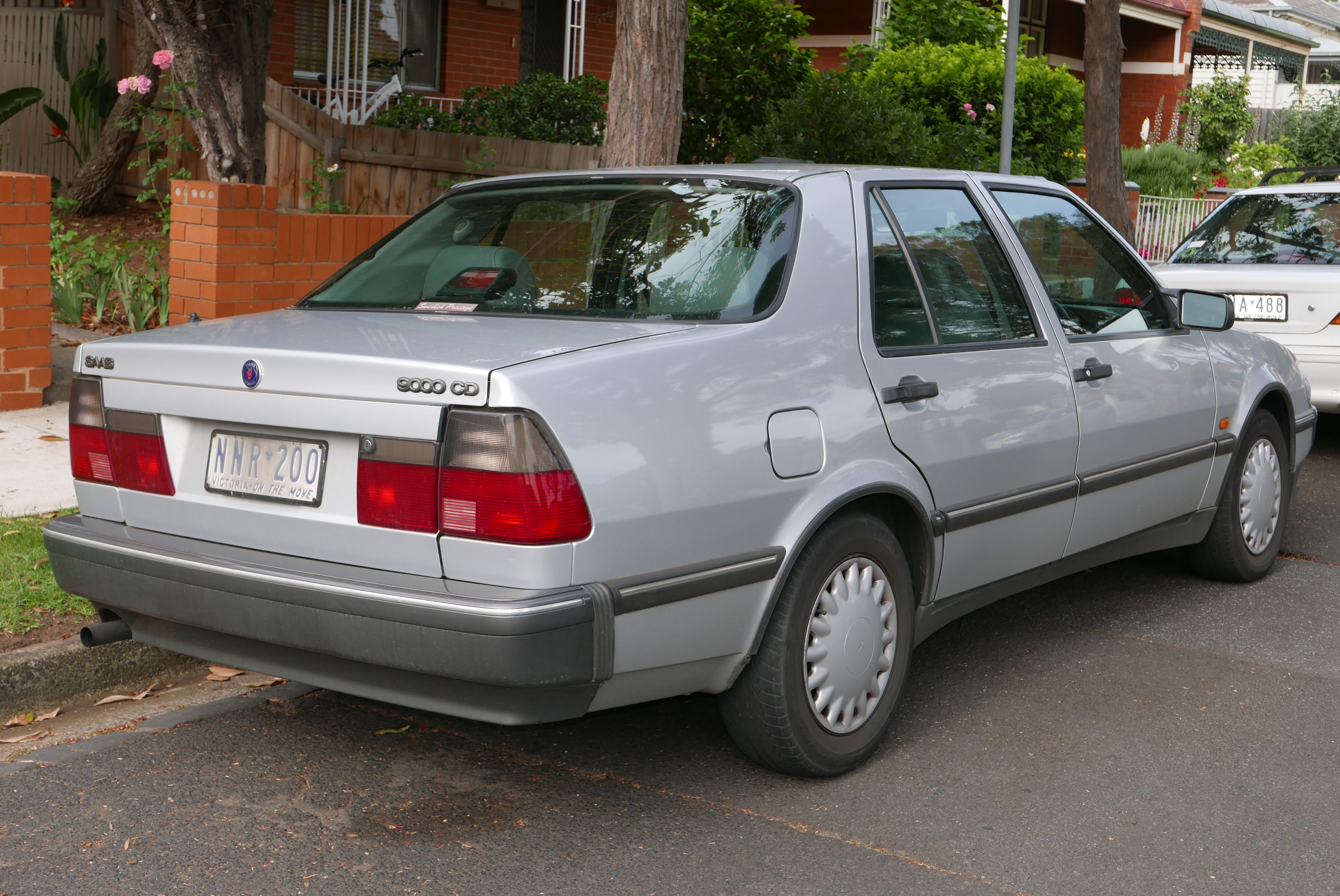
Saab 9000 CD (sedan)
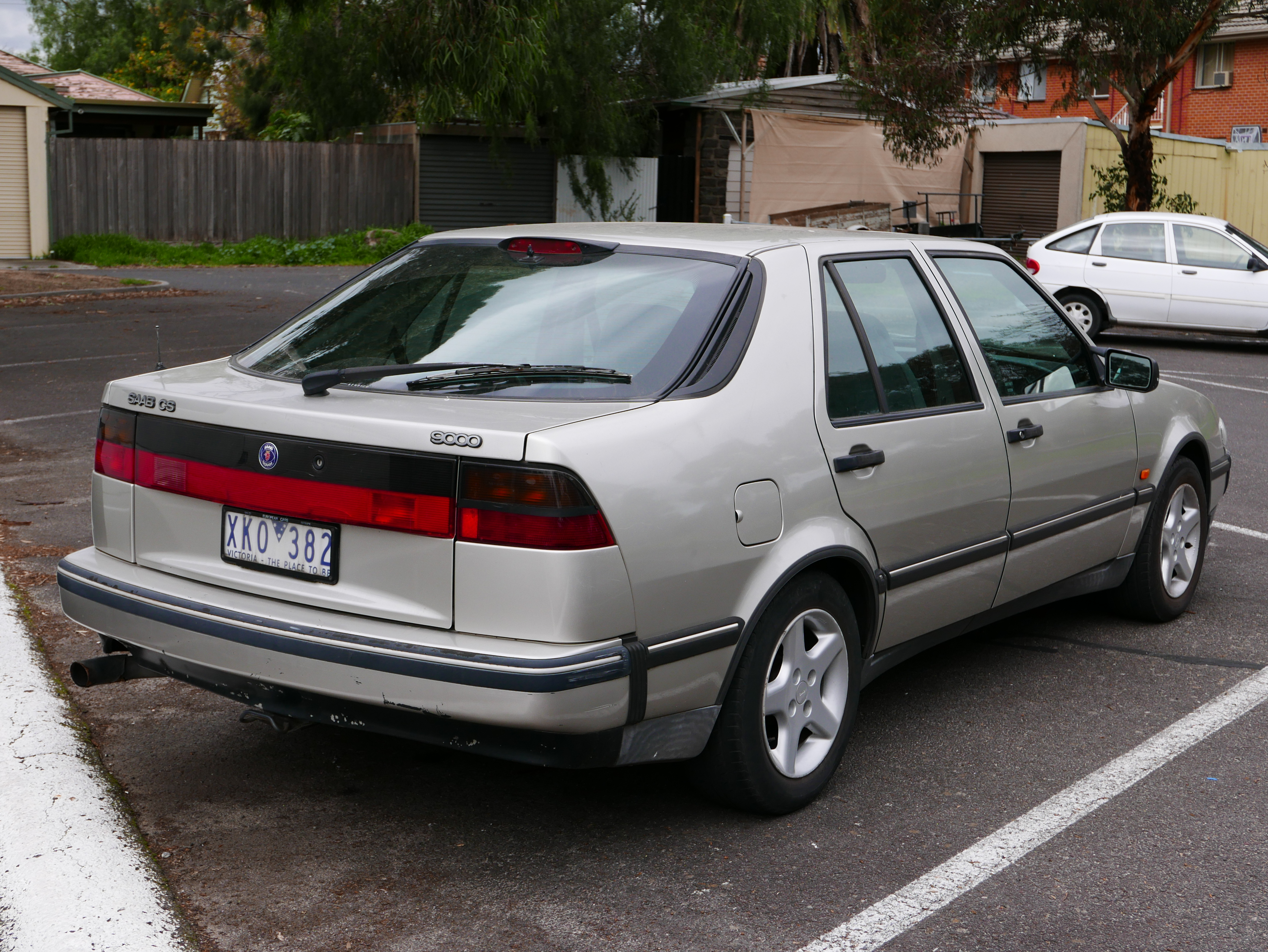
Saab 9000 CS
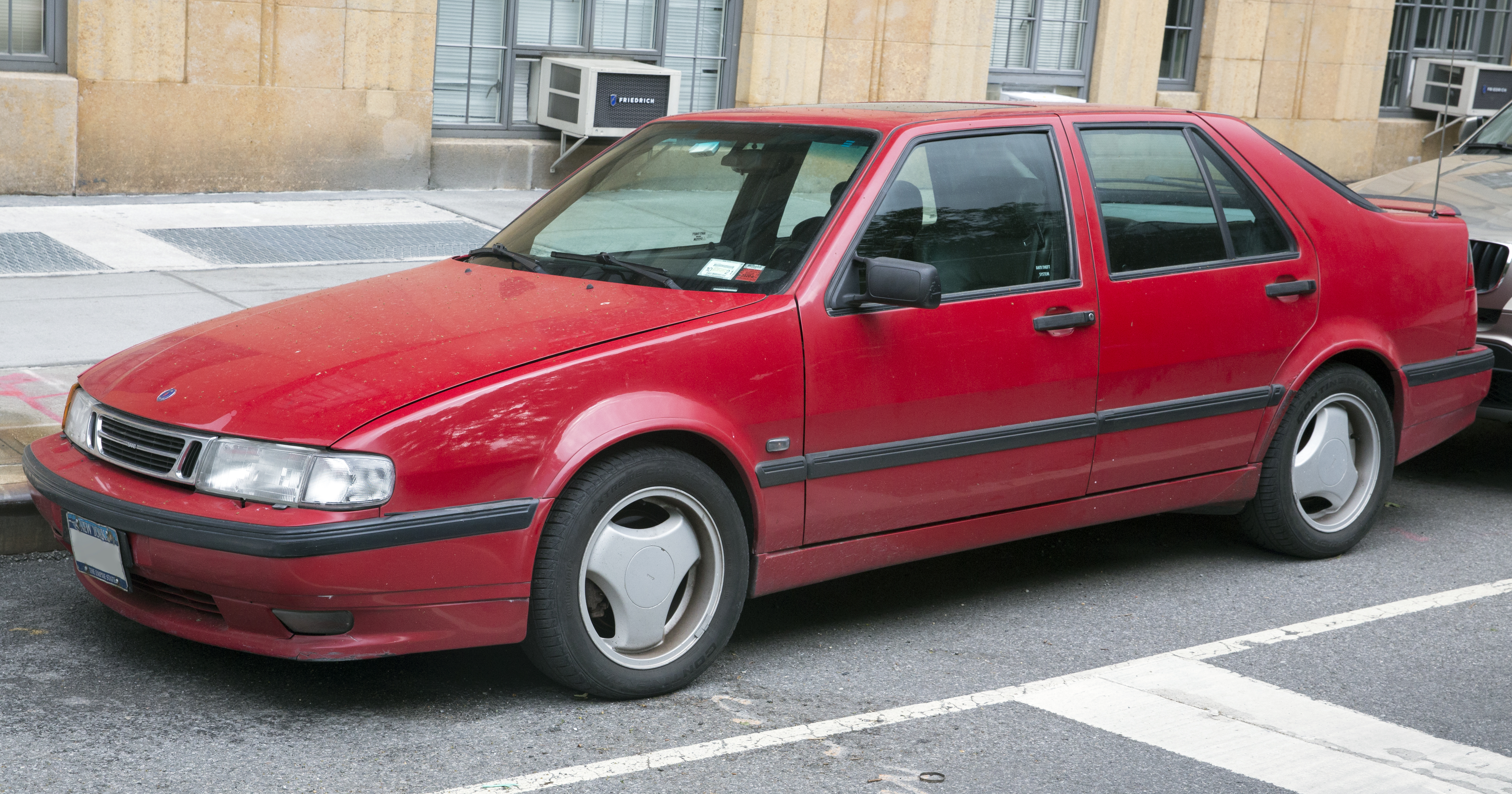
Saab 9000 CS Aero

### Saab 900 NG, 93en 95

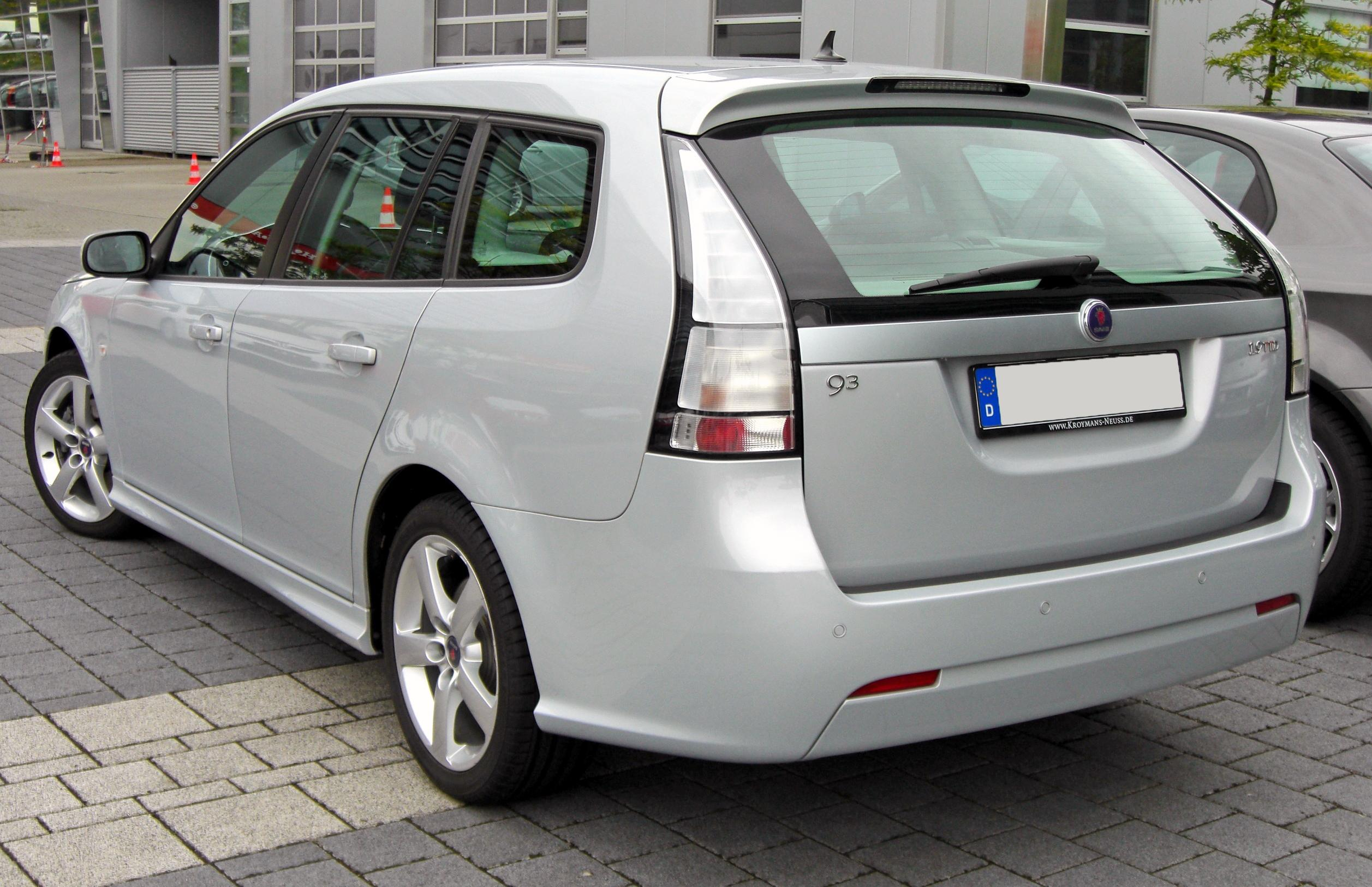
De achterzijde van een Saab 9-3

Gezien de beperkte productie (ca. 100.000 stuks per jaar) en het krappe budget om nieuwe modellen te ontwikkelen, kon Saab het niet langer meer zelfstandig bolwerken en werd in 1989 50% van de aandelen van Saab Automobile door General Motors gekocht. In 2000 kocht GM de resterende 50% aandelen. Het eerste resultaat van deze samenwerking met GM was de nieuwe generatie (NG) Saab 900, die in 1993 werd geïntroduceerd (de cabriolet één jaar later). In 1997 kwam de 9-5 uit, en in 1998 de 9-3. Eigenlijk wordt dit als 93 en 95 geschreven, maar dit verviel al snel in 9-3 en 9-5. De 9-3 was meer dan een gefacelifte versie van de Saab 900 NG. Behalve dat er nieuwe motoren werden geïntroduceerd werd de auto ten opzichte van de 900 NG op meer dan duizend punten aangepast dan wel verbeterd. Deze 9-3 was de eerste Saab die ook uitgerust kon worden met een dieselmotor. De eerste Saab estate sinds de 95 kwam in 1999; toen werd de Saab 9-5 Estate geïntroduceerd.
In 2002 kwam de nieuwe Saab 9-3 Sport Sedan uit. De lange traditie van de vijfdeursmodellen werd bij deze auto niet voortgezet. De Sport Sedan kreeg een traditionele kofferbak. De sedan deelt het platform met de Opel Vectra, de Fiat Croma en de Cadillac BLS. Die laatste werd vanaf 2006 bij Saab geproduceerd en was feitelijk een Saab 9-3 met een Cadillac gestileerde carrosserie. Het motorengamma van de 9-3 bestond aanvankelijk alleen uit turbomotoren, maar de markt voor een motor met alleen brandstofinjectie (zonder turbo) bleek groter dan verwacht. De 9-3 kwam in 2003 alsnog met een 1.8i motor. In 2004 werd het gamma aangevuld met een aantal nieuwe dieselmodellen, waarvan het ontwerp door Fiat is vervaardigd. In september 2005 kwam de Saab 9-3 SportEstate uit, snel gevolgd door de gefacelifte Saab 9-5. 

### 92Xen 97X
Om het programma te verbreden, met name in de Noord-Amerikaanse markt, werd in 2004 de 9-2X (een derivaat van de Subaru Impreza) en de 9-7X (gebaseerd op de Oldsmobile Bravada, een afgeleide van de Chevrolet Trailblazer) toegevoegd aan de bestaande modellen. De 9-2X was eigenlijk een opstapje naar meer samenwerking tussen Saab en Subaru waar GM op in had gezet. Twee eigenzinnige merken die gezamenlijk een modellenreeks zouden ontwikkelen. Ondertussen maakte GM een eind aan het merk Oldsmobile en Saab mocht het productie gat in de Amerikaanse fabriek van de Bravada opvullen met een eigen afgeleide. De Saab 9-7X was vanaf december 2005 te koop in Nederland, na lang wikken en wegen van Saab Nederland. Via Kroymans Intersales, een dochteronderneming van Kroymans Corporation B.V., werd de 9-7X in heel Europa geleverd. De meeste Europese 9-7X exemplaren werden in Duitsland verkocht. Subaru begon de ontwikkeling van de Tribeca, terwijl Saab een eigen variant op die basis begon te ontwikkelen, de Saab 9-6X. Deze zag nooit het levenslicht, want GM besloot in 2005 de stekker uit de samenwerking met Subaru te trekken. In tegenstelling tot de 9000, begon Saab nu wel helemaal opnieuw met een nieuw mid-size SUV model. 

### 94X
In 2009 werd dat nieuwe model gepresenteerd, de Saab 9-4X die in winter 2008 als concept te zien was in Detroit  en in 2009 op de AutoRAI. In januari 2010 werd bekend dat de 9-4X vanaf 2011 in productie zou gaan.[2] De assemblage vond plaats in Mexico (Ramos Arizpe). In juni 2011 begon de verkoop in de Verenigde Staten en vanaf augustus ook elders. In november 2011 werd de productie gestaakt vanwege de financiële problemen bij Saab. In totaal werden er ongeveer 673 productie exemplaren gebouwd over de modeljaren 2011 en 2012. Daarmee was de 9-4X de kortst lopende Saab.

### 95NG

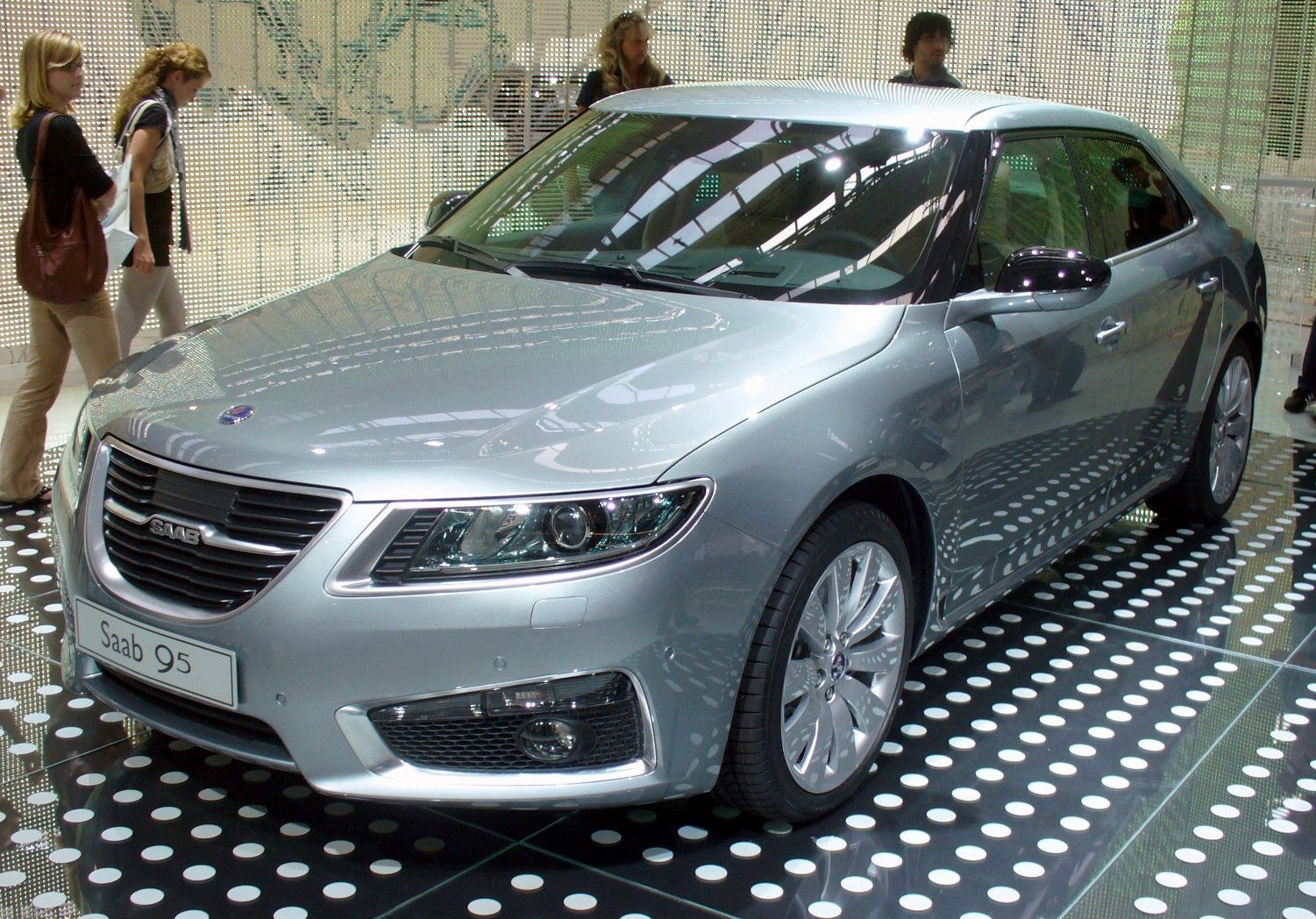
De Saab 9-5 Aero Turbo

De nieuwe 9-5 NG (New Generation) werd in september 2009 gepresenteerd op de IAA in Frankfurt en de eerste pre-productie exemplaren verlieten eind november 2009 de fabriek, waarna de serieproductie werd aangevangen in april 2010. Deze werd in maart 2011 tijdelijk stilgelegd door betalingsproblemen, en uiteindelijk stokte de productie definitief in juni 2011. Door het faillissement van Saab eind 2011 zijn er uiteindelijk slechts 11.315 productie exemplaren gebouwd, met een totaal van 11.602. Voor de Nederlandse markt zijn 394 exemplaren geleverd. Anno 2022 zijn er volgens de RDW gegevens iets meer dan 500 exemplaren in Nederland.

### Lijst der modellen
- Saab 92 (1950 - 1957)
- Saab 93 (1956 - 1960)
- Saab Sonett I (94) (1956)
- Saab 95 (1959 - 1978)
- Saab 96 (1960 - 1980)
- Saab Sonett II (97) (1966 - 1969)
- Saab Sonett III (97) (1970 - 1974)
- Saab 99 (1967 - 1984)
- Saab 99 Turbo (1977 - 1981)
- Saab-Lancia 600 (1980 - 1982) (gerebadgede Lancia Delta)
- Saab 90 (1984 - 1987)
- Saab 900 'classic' (1978 - 1993/94)
- Saab 900NG New Generation (1994 - 1998)
- Saab 9-3 'Saab 9-3 OG' (1998 - 2002)
- Saab 9-5 'Saab 9-5 OG' (1997 - 2010)
- Saab 9000 (1984 - 1998) (in samenwerking met Lancia, derivaten Fiat, en Alfa Romeo)
- Saab 9-2X (2005 - 2006) (in samenwerking met Subaru)
- Saab 9-7X (2005 - 2009) (in 2008 uit productie omdat General Motors de fabriek in Moraine vroegtijdig sloot)
- Saab 9-3, (tweede generatie; 2002 - 2011 en 2013 - 2014) 
  - Sport Sedan
  - Sport Estate
  - Cabriolet
  - 9-3X
- Saab 9-5 (tweede generatie; 2010 - 2011)
  - SportSedan
  - SportCombi
- Saab 9-4X (2011) (werd tot faillissement nog alleen in Noord-Amerika geleverd)

### Geannuleerde modellen
Aangekondigde modellen die geannuleerd werden.
- Saab 9-6X - geannuleerd na beëindiging samenwerking GM en Subaru. De 9-6X werd op basis van de Subaru Tribeca ontwikkeld.
- Saab 9-1 - in 2010 aangekondigd model om in 2014 te verschijnen.

### Prototypes
- Op basis van de Saab 92-serie:
  - Saab 92001, het prototype voor het eerste seriemodel van Saab (1946)
  - Saab Monster (1959)
  - Saab 60 (1962)
  - Saab Quantum (1962)
  - Saab Catherina (1964)
  - Saab MFI13 (1965)
  - Saab Toad (1966)
  - Saab 98 (1974)
- Saab EV-1 (1985)
- Saab 9XX Concept (1991)
- Saab 9-X (2001)
- Saab 9-3X (2002)
- Saab 9-3 SportHatch (2003)
- Saab 9-5 Aero BioPower (2006)
- Saab Aero-X (2006)
- Saab 9-4X BioPower (2008)
- Saab 9-X Biohybrid (2008)
- Saab 9-X Air (2008)
- Saab PhoeniX (2011)

### Andere
- Saab Formula Junior (1960) : eenzits race-auto
- SaabO (1964 - 1968) : lichtgewicht caravan voor 4 à 5 personen
- Saab 401 (1963) : prototype Hovercraft

### Tijdlijn
| « vorig — Saab-modellen van 1980 tot heden | « vorig — Saab-modellen van 1980 tot heden | « vorig — Saab-modellen van 1980 tot heden | « vorig — Saab-modellen van 1980 tot heden | « vorig — Saab-modellen van 1980 tot heden | « vorig — Saab-modellen van 1980 tot heden | « vorig — Saab-modellen van 1980 tot heden | « vorig — Saab-modellen van 1980 tot heden | « vorig — Saab-modellen van 1980 tot heden | « vorig — Saab-modellen van 1980 tot heden | « vorig — Saab-modellen van 1980 tot heden | « vorig — Saab-modellen van 1980 tot heden | « vorig — Saab-modellen van 1980 tot heden | « vorig — Saab-modellen van 1980 tot heden | « vorig — Saab-modellen van 1980 tot heden | « vorig — Saab-modellen van 1980 tot heden | « vorig — Saab-modellen van 1980 tot heden | « vorig — Saab-modellen van 1980 tot heden | « vorig — Saab-modellen van 1980 tot heden | « vorig — Saab-modellen van 1980 tot heden | « vorig — Saab-modellen van 1980 tot heden | « vorig — Saab-modellen van 1980 tot heden | « vorig — Saab-modellen van 1980 tot heden | « vorig — Saab-modellen van 1980 tot heden | « vorig — Saab-modellen van 1980 tot heden | « vorig — Saab-modellen van 1980 tot heden | « vorig — Saab-modellen van 1980 tot heden | « vorig — Saab-modellen van 1980 tot heden | « vorig — Saab-modellen van 1980 tot heden | « vorig — Saab-modellen van 1980 tot heden | « vorig — Saab-modellen van 1980 tot heden | « vorig — Saab-modellen van 1980 tot heden | « vorig — Saab-modellen van 1980 tot heden | « vorig — Saab-modellen van 1980 tot heden | « vorig — Saab-modellen van 1980 tot heden | « vorig — Saab-modellen van 1980 tot heden | « vorig — Saab-modellen van 1980 tot heden | « vorig — Saab-modellen van 1980 tot heden | « vorig — Saab-modellen van 1980 tot heden | « vorig — Saab-modellen van 1980 tot heden | « vorig — Saab-modellen van 1980 tot heden | « vorig — Saab-modellen van 1980 tot heden | « vorig — Saab-modellen van 1980 tot heden | « vorig — Saab-modellen van 1980 tot heden | « vorig — Saab-modellen van 1980 tot heden |
| ------------------------------------------ | ------------------------------------------ | ------------------------------------------ | ------------------------------------------ | ------------------------------------------ | ------------------------------------------ | ------------------------------------------ | ------------------------------------------ | ------------------------------------------ | ------------------------------------------ | ------------------------------------------ | ------------------------------------------ | ------------------------------------------ | ------------------------------------------ | ------------------------------------------ | ------------------------------------------ | ------------------------------------------ | ------------------------------------------ | ------------------------------------------ | ------------------------------------------ | ------------------------------------------ | ------------------------------------------ | ------------------------------------------ | ------------------------------------------ | ------------------------------------------ | ------------------------------------------ | ------------------------------------------ | ------------------------------------------ | ------------------------------------------ | ------------------------------------------ | ------------------------------------------ | ------------------------------------------ | ------------------------------------------ | ------------------------------------------ | ------------------------------------------ | ------------------------------------------ | ------------------------------------------ | ------------------------------------------ | ------------------------------------------ | ------------------------------------------ | ------------------------------------------ | ------------------------------------------ | ------------------------------------------ | ------------------------------------------ | ------------------------------------------ |
| Type                                       | 1980                                       | 1980                                       | 1980                                       | 1980                                       | 1980                                       | 1980                                       | 1980                                       | 1980                                       | 1980                                       | 1980                                       | 1990                                       | 1990                                       | 1990                                       | 1990                                       | 1990                                       | 1990                                       | 1990                                       | 1990                                       | 1990                                       | 1990                                       | 2000                                       | 2000                                       | 2000                                       | 2000                                       | 2000                                       | 2000                                       | 2000                                       | 2000                                       | 2000                                       | 2000                                       | 2010                                       | 2010                                       | 2010                                       | 2010                                       | 2010                                       | 2010                                       | 2010                                       | 2010                                       | 2010                                       | 2010                                       | 2020                                       | 2020                                       | 2020                                       | 2020                                       |
| Type                                       | 0                                          | 1                                          | 2                                          | 3                                          | 4                                          | 5                                          | 6                                          | 7                                          | 8                                          | 9                                          | 0                                          | 1                                          | 2                                          | 3                                          | 4                                          | 5                                          | 6                                          | 7                                          | 8                                          | 9                                          | 0                                          | 1                                          | 2                                          | 3                                          | 4                                          | 5                                          | 6                                          | 7                                          | 8                                          | 9                                          | 0                                          | 1                                          | 2                                          | 3                                          | 4                                          | 5                                          | 6                                          | 7                                          | 8                                          | 9                                          | 0                                          | 1                                          | 2                                          | 3                                          |
| Compacte middenklasse                      | 600                                        | 600                                        | 600                                        |                                            |                                            |                                            |                                            |                                            |                                            |                                            |                                            |                                            |                                            |                                            |                                            |                                            |                                            |                                            |                                            |                                            |                                            |                                            |                                            |                                            |                                            | 9-2X                                       | 9-2X                                       |                                            |                                            |                                            |                                            |                                            |                                            |                                            |                                            |                                            |                                            |                                            |                                            |                                            |                                            |                                            |                                            |                                            |
| Middenklasse                               | 99                                         | 99                                         | 99                                         | 99                                         | 99                                         | 90                                         | 90                                         | 90                                         |                                            |                                            |                                            |                                            |                                            |                                            |                                            |                                            |                                            |                                            |                                            |                                            |                                            |                                            |                                            |                                            |                                            |                                            |                                            |                                            |                                            |                                            |                                            |                                            |                                            |                                            |                                            |                                            |                                            |                                            |                                            |                                            |                                            |                                            |                                            |                                            |
| Middenklasse                               | 900 (OG)                                   | 900 (OG)                                   | 900 (OG)                                   | 900 (OG)                                   | 900 (OG)                                   | 900 (OG)                                   | 900 (OG)                                   | 900 (OG)                                   | 900 (OG)                                   | 900 (OG)                                   | 900 (OG)                                   | 900 (OG)                                   | 900 (OG)                                   | 900 (OG)                                   | 900 (NG)                                   | 900 (NG)                                   | 900 (NG)                                   | 900 (NG)                                   | 900 (NG)                                   | 9-3                                        | 9-3                                        | 9-3                                        | 9-3                                        | 9-3                                        | 9-3                                        | 9-3                                        | 9-3                                        | 9-3                                        | 9-3                                        | 9-3                                        | 9-3                                        | 9-3                                        |                                            | 9-3                                        | 9-3                                        |                                            |                                            | 9-3 EV                                     | 9-3 EV                                     | 9-3 EV                                     | 9-3 EV                                     | 9-3 EV                                     | 9-3 EV                                     |                                            |
| Hogere middenklasse                        |                                            |                                            |                                            |                                            |                                            | 9000                                       | 9000                                       | 9000                                       | 9000                                       | 9000                                       | 9000                                       | 9000                                       | 9000                                       | 9000                                       | 9000                                       | 9000                                       | 9000                                       | 9000                                       | 9-5                                        | 9-5                                        | 9-5                                        | 9-5                                        | 9-5                                        | 9-5                                        | 9-5                                        | 9-5                                        | 9-5                                        | 9-5                                        | 9-5                                        | 9-5                                        | 9-5                                        | 9-5                                        |                                            |                                            |                                            |                                            |                                            |                                            |                                            |                                            |                                            |                                            |                                            |                                            |
| Cabriolet                                  |                                            |                                            |                                            |                                            |                                            |                                            |                                            | 900                                        | 900                                        | 900                                        | 900                                        | 900                                        | 900                                        | 900                                        | 900                                        | 900                                        | 900                                        | 900                                        | 900                                        | 9-3                                        | 9-3                                        | 9-3                                        | 9-3                                        | 9-3                                        | 9-3                                        | 9-3                                        | 9-3                                        | 9-3                                        | 9-3                                        | 9-3                                        | 9-3                                        | 9-3                                        |                                            |                                            |                                            |                                            |                                            |                                            |                                            |                                            |                                            |                                            |                                            |                                            |
| Compacte SUV                               |                                            |                                            |                                            |                                            |                                            |                                            |                                            |                                            |                                            |                                            |                                            |                                            |                                            |                                            |                                            |                                            |                                            |                                            |                                            |                                            |                                            |                                            |                                            |                                            |                                            |                                            |                                            |                                            |                                            | 9-3X                                       | 9-3X                                       | 9-3X                                       |                                            |                                            |                                            |                                            |                                            |                                            |                                            |                                            |                                            |                                            |                                            |                                            |
| Compacte SUV                               |                                            |                                            |                                            |                                            |                                            |                                            |                                            |                                            |                                            |                                            |                                            |                                            |                                            |                                            |                                            |                                            |                                            |                                            |                                            |                                            |                                            |                                            |                                            |                                            |                                            |                                            |                                            |                                            |                                            |                                            | 9-4X                                       |                                            |                                            |                                            |                                            |                                            |                                            |                                            |                                            |                                            |                                            |                                            |                                            |                                            |
| SUV                                        |                                            |                                            |                                            |                                            |                                            |                                            |                                            |                                            |                                            |                                            |                                            |                                            |                                            |                                            |                                            |                                            |                                            |                                            |                                            |                                            |                                            |                                            |                                            |                                            |                                            | 9-7X                                       | 9-7X                                       | 9-7X                                       | 9-7X                                       | 9-7X                                       |                                            |                                            |                                            |                                            |                                            |                                            |                                            |                                            |                                            |                                            |                                            |                                            |                                            |                                            |
| Eigenaar                                   | Scania                                     | Scania                                     | Scania                                     | Scania                                     | Scania                                     | Scania                                     | Scania                                     | Scania                                     | Scania                                     | Scania                                     | General Motors                             | General Motors                             | General Motors                             | General Motors                             | General Motors                             | General Motors                             | General Motors                             | General Motors                             | General Motors                             | General Motors                             | General Motors                             | General Motors                             | General Motors                             | General Motors                             | General Motors                             | General Motors                             | General Motors                             | General Motors                             | General Motors                             | General Motors                             | Spyker Cars                                | Spyker Cars                                | NEVS                                       | NEVS                                       | NEVS                                       | NEVS                                       | NEVS                                       | NEVS                                       | NEVS                                       | NEVS                                       | NEVS                                       | NEVS                                       | NEVS                                       | NEVS                                       |


| Type                  | 1950 | 1950 | 1950 | 1950 | 1950 | 1950 | 1950 | 1950 | 1950 | 1950 | 1960 | 1960 | 1960  | 1960  | 1960  | 1960  | 1960      | 1960      | 1960      | 1960      | 1970       | 1970       | 1970       | 1970       | 1970       | 1970   | 1970   | 1970     | 1970   | 1970   |
| Type                  | 0    | 1    | 2    | 3    | 4    | 5    | 6    | 7    | 8    | 9    | 0    | 1    | 2     | 3     | 4     | 5     | 6         | 7         | 8         | 9         | 0          | 1          | 2          | 3          | 4          | 5      | 6      | 7        | 8      | 9      |
| Compacte middenklasse | 92   | 92   | 92   | 92   | 92   | 92   | 93   | 93   | 93   | 93   | 95   | 95   | 95    | 95    | 95    | 95    | 95        | 95        | 95        | 95        | 95         | 95         | 95         | 95         | 95         | 95     | 95     | 95       |        |        |
| Compacte middenklasse | 92   | 92   | 92   | 92   | 92   | 92   | 93   | 93   | 93   | 93   | 96   |      |       |       |       |       |           |           |           |           |            |            |            |            |            |        |        |          |        |        |
| Middenklasse          |      |      |      |      |      |      |      |      |      |      |      |      |       |       |       |       |           |           | 99        | 99        | 99         | 99         | 99         | 99         | 99         | 99     | 99     | 99       | 99     | 99     |
| Middenklasse          |      |      |      |      |      |      |      |      |      |      |      |      |       |       |       |       |           |           |           |           |            |            |            |            |            |        |        | 900 (OG) |        |        |
| Gran Turismo          |      |      |      |      |      |      |      |      | GT   | GT   | GT   |      | Sport | Sport | Sport | Sport | Sport     | Sport     | Sport     |           |            |            |            |            |            |        |        |          |        |        |
| Sportwagen            |      |      |      |      |      |      | 94   |      |      |      |      |      |       |       |       |       | Sonett II | Sonett II | Sonett II | Sonett II | Sonett III | Sonett III | Sonett III | Sonett III | Sonett III |        |        |          |        |        |
| Eigenaar              | SAAB | SAAB | SAAB | SAAB | SAAB | SAAB | SAAB | SAAB | SAAB | SAAB | SAAB | SAAB | SAAB  | SAAB  | SAAB  | SAAB  | SAAB      | SAAB      | SAAB      | Scania    | Scania     | Scania     | Scania     | Scania     | Scania     | Scania | Scania | Scania   | Scania | Scania |

